# Biserica de lemn din Bănești
Biserica de lemn „Sfântul Nicolae” din Bănești este un lăcaș de cult ortodox construit în anul 1706 în satul Bănești din comuna Fântânele aflată în județul Suceava. Edificiul religios se află localizat în cimitirul vechi din partea de jos a satului și are hramul Sfântul Nicolae, sărbătorit la data de 6 decembrie. O importanță deosebită din punct de vedere cultural o prezintă faptul că în cimitirul acestei biserici a fost înmormântată bunica poetului Mihai Eminescu, Paraschiva Iurașcu, mama Ralucăi Iurașcu.
Biserica de lemn din Bănești a fost inclusă pe Lista monumentelor istorice din județul Suceava din anul 2015 la numărul 201, având codul de clasificare cod LMI SV-II-m-B-05494.

## Istoricul localității
Satul Bănești face parte din componența comunei Fântânele și se află situat la o distanță de 8 km de localitatea Verești. Satul, cu oameni gospodari, păstrează cu sfințenie credința și tradițiile străbune. Drumul ce unește localitatea cu satul Verești, trece prin centrul satului; drumul este presărat de o parte și de alta cu un aliniament de tei. Din centrul satului se desprinde un drum cândva pietruit, în prezent modernizat prin programul SAPARD.
Prima mențiune documentară scrisă a satului datează din 15 februarie 1622, când Ioan din Bănești este martor pentru nașul său, diacul Vasile Dinga, care a cumpărat o parte din moșia satului Merești cu doi taleri. O mărturie din 20 decembrie 1689 de la Aftănase Călugărul, preot în Bănești, arată că prin intermediul său a cumpărat Gheorghe Șeptilici unele pământuri, al căror hotar trecea pe din sus de Hilișeni (Chilișeni). Conform documentelor, satele Bănești și Fântânele au aparținut mai mult timp familiei Cănănău.

## Istoricul bisericii
După tradiția locală, în secolul al XVII-lea a existat prin părțile locului un schit de călugări. Tot în acea perioadă, Cronica Parohiei Bănești redactată de preotul paroh Nicanor Lungu vorbește de existența unei biserici de lemn mai vechi:
„În documente apare în 26 august, anul 7176 adică 1668, în timpul domniei lui Iliaș Alexandru (1666-1668). În acea vreme păstorea aici preotul-călugăr Aftănase, care din 1669 a slujit douăzeci de ani la această bisericuță cu 72 de familii de români creștini. Biserica nu mai era corespunzătoare și în 20 aprilie 1706 se dă în folosință o nouă biserică de lemn, cu hramul Sf. Nicolae. Numele ctitorului – boierul Ștefan Stamate – nu e înscris în izvoare istorice, dar apare în pisania dăltuită în ușorul de la intrare «Cu darul Tatălui și a Fiului și a Sfântului Duh apucatu-s-a dumnealui Ștefan Stamate cu tot cheltuiala dumisale și au făcut sfânta biserică în timpul domniei Ion Antioh Constantin Voievod în anul 7124 aprilie 20».”—Arhiva Bisericii „Sf. Nicolae” din Bănești
Actuala biserică de lemn din satul Bănești a fost construită în primul deceniu al secolului al XVIII-lea, în perioada celei de-a doua domnii a lui Antioh Cantemir, domnitorul Moldovei (1695-1700 și 1705-1707). Ctitorul bisericuței a fost Ștefan Stamate, un mic boier fără ranguri din satul vecin Bălușeni (care poartă astăzi denumirea de Stamate).
În partea superioară a ancadramentului ușii de intrare se află săpată o pisanie cu următorul text: „Cu darul Tatălui și a Fiului și a Sfântului Duh apucatu-s-au dumnealui Ștefan Stamati cu toată cheltuiala dumisale și au făcut sfânta biserică, în zilel(e) blagocestivului luminat și blagorod domn țări(i) Moldovi(i), Ioan Antioh Constantin Voievod în an(ul) 7214 (1706) aprilie 20”.
La momentul construirii bisericii, satul Bănești nu exista. Biserica a fost amplasată în mijlocul unei păduri de stejari, care astăzi nu mai există, dar a rămas vie în memoria bătrânilor. Ea a fost construită pe loc cu lemnul tăiat din pădure. Partea de lemn ar fi fost lucrată de doi păstori, în timp ce partea metalică ar fi fost executată de către doi țigani. 
Cronica parohiei menționează că bisericuța a fost reparată în 1747 de către familia boierilor Cănănău. Pereții interiori au fost zugrăviți tot atunci, în tehnica tempera pe lemn. Pictura a fost refăcută în ocru în 1826 de către zugravul Ienache Ponici din Dumbrăveni. În jurul anului 1890, a fost construită în sat o biserică mai nouă, ctitorită de baronul Gheorghe Kapri.
Biserica de lemn din Bănești nu este prea cunoscută publicului larg, deși este de o valoare culturală inestimabilă. Ea impresionează nu prin mărime, ci prin stilul aparte, bizantin, cu influențe din epoca Renașterii. 
Ca urmare a trecerii timpului și a intemperiilor, biserica de lemn s-a degradat și are nevoie de reparații urgente. Primăria comunei Fântânele a precizat că nu are posibilitatea de a interveni pentru restaurarea acestui locaș prin alocarea de fonduri, din cauză că bugetul local este foarte sărac. În decembrie 2011, preotul Ilie Marțineac făcea un apel către credincioși și Consiliul Județean Suceava să contribuie „la restaurarea acestui monument, deoarece starea materială a creștinilor din acest sat este precară și nu se pot întreține două locașuri de cult”.
Bisericuța poate fi vizitată mai ales pe data de 6 decembrie, când se prăznuiește hramul Sfântului Nicolae.

## Mormântul bunicii lui Mihai Eminescu

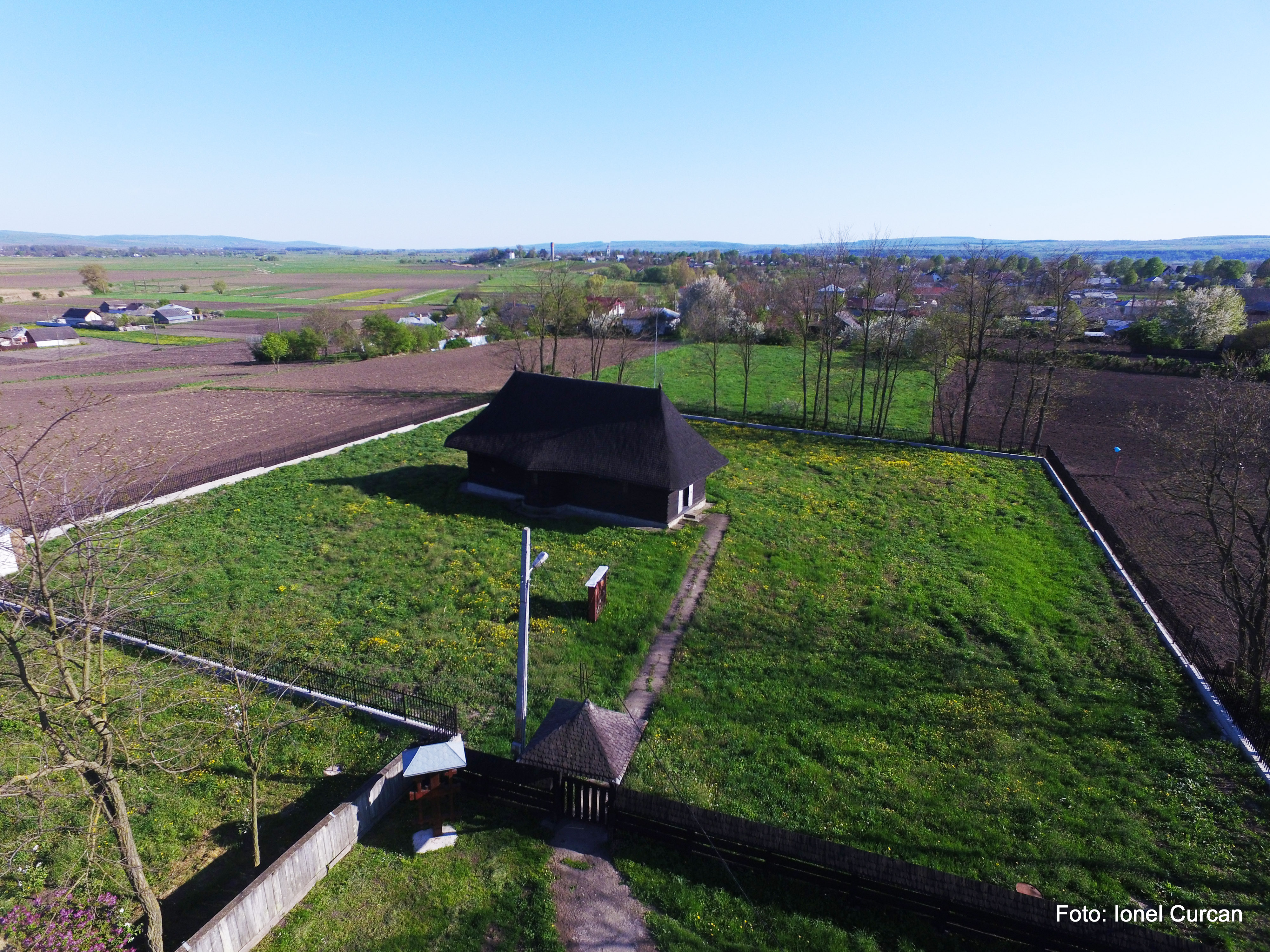
Biserica de lemn din Bănești

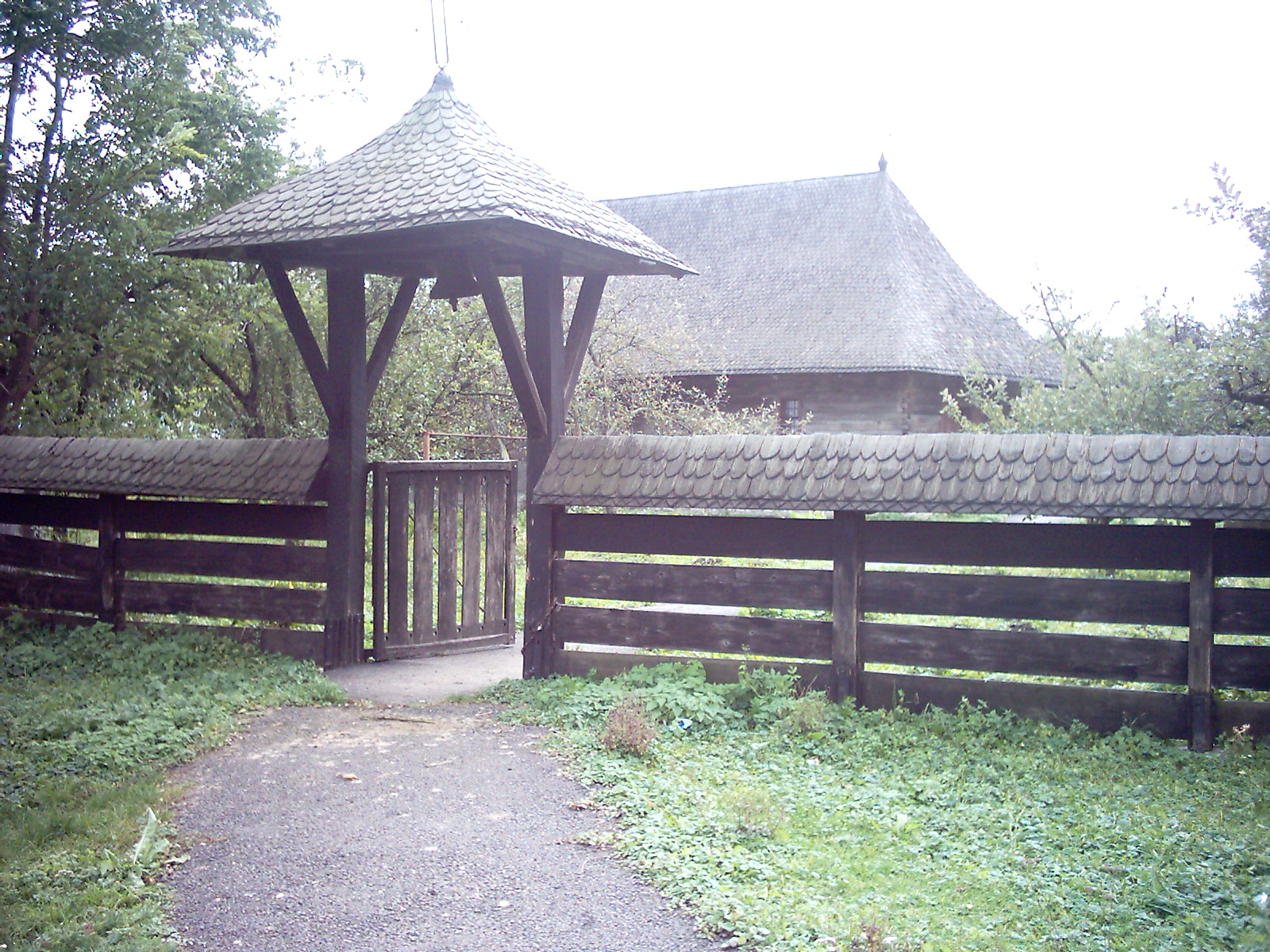
Poarta de lemn de la intrarea în curtea bisericii

În cimitirul aflat în jurul bisericii a fost înmormântată Paraschiva Iurașcu, bunica poetului Mihai Eminescu. Aceasta se născuse în anul 1785 în satul Bănești sub numele de Paraschiva Brihuescu. Ea s-a căsătorit cu Vasile Iurașcu din Joldești, cu care a avut nouă copii, unul dintre ei fiind Raluca, mama lui Mihai Eminescu. Cu toate că era urmaș de boier, Vasile Iurașcu a dus o viață răzeșească.
Paraschiva Iurașcu a decedat la vârsta de 51 de ani, după cum se spune din bătrâni. Venind iarna de la Joldești la Bănești cu trăsura, probabil pentru a-și vedea rudele, trăsura s-a prăbușit pe ghețușul podului cu cai cu tot, iar Paraschiva Iurașcu și-a pierdut viața în acest accident. De altfel în biserica de lemn există o piatră funerară pe care este inscripționat un text în stil popular redactat probabil de Vasile Iurașcu, text care eternizează acest sfârșit. Paraschiva Iurașcu a fost înmormântată în timpul în care aici păstorea preotul Teodor Teodoreanu (1800-1845).
Piatra de pe mormântul bunicii lui Mihai Eminescu a fost luată de Muzeul Județean din Botoșani. În urma unei plângeri făcute de săteni, lespedea funerară a fost restituită satului de către muzeu și se află în prezent în biserică.

## Arhitectura bisericii
Biserica de lemn din Bănești este construită din bârne de stejar orizontale, cioplite în patru canturi și încheiate în „coadă de rândunică”. Ea se sprijină pe un soclu din piatră de râu. Edificiul are un acoperiș din șindrilă, în patru ape, cu o ușoară rupere în pantă, aproape insesizabilă, în dreptul absidelor laterale. Streașina largă este susținută de console în „cap de cal”.
Monumentul are plan treflat, cu abside laterale pentagonale mici și absida altarului poligonală nedecroșată. Lăcașul de cult este prevăzut cu o singură ușă, aflată în peretele vestic al pronaosului. Dimensiunile bisericii sunt mici: lungimea de 15.75 metri și lățimea de 4.50 metri.
În interior, biserica este împărțită în trei încăperi: pronaos, naos și altar. Intrarea în biserică se face pe o ușă situată în peretele vestic al pronaosului. Portalul de intrare se numără printre cele mai interesante elemente decorative ale bisericii. Ușa este masivă, fiind confecționată din dulapi groși de lemn, ferecați în tablă groasă, prinsă în cuie forjate. Pe tabla care acoperă ușa au fost adăugate două diagonale metalice, între care se află opt elemente curbilinii metalice. Ancadramentul are la partea superioară o pisanie cu caractere chirilice. Pe părțile laterale ale ancadramentului sunt dispuse simetric câte două rozete mari, cu conținut diferit. Din rozetele de mai jos pornesc tulpini decorate care au la partea superioară trei rozete mai mici.
Pronaosul are o formă pătrată, cu două ferestre în pereții de nord și de sud. Deasupra pronaosului se află o boltă semicilindrică. Între pronaos și naos se află un perete despărțitor în care s-au practicat trei deschideri largi, marcate de doi stâlpi. Acești stâlpi prezintă interes prin modul artistic în care sunt realizați: baza inferioară și superioară este cioplită în trunchi de piramidă, fusul este ușor galbat și împărțit în două registre printr-o canelură, pe fus se desfășoară toruri șerpuitoare.
Naosul este alungit și are două abside laterale mici, cu contur poligonal, în axa cărora s-a practicat câte o fereastră dreptunghiulară (0.45x0.75 metri). Absidele au tavane drepte, iar bolta semicilindrică se sprijină pe arce dublouri rezemate pe console cioplite în motive decorative. 
Altarul are o absidă nedecroșată de formă poligonală și nu are cele două nișe (proscomidiarul și diaconiconul). Aici se află două ferestre: una pătrată (0.20 metri) în peretele nordic și alta dreptunghiulară (0.45x0.75 metri) în axa absidei. Bolta semicilindrică a altarului se sprijină pe șase console cioplite în „cap de cal”.

## Imagini

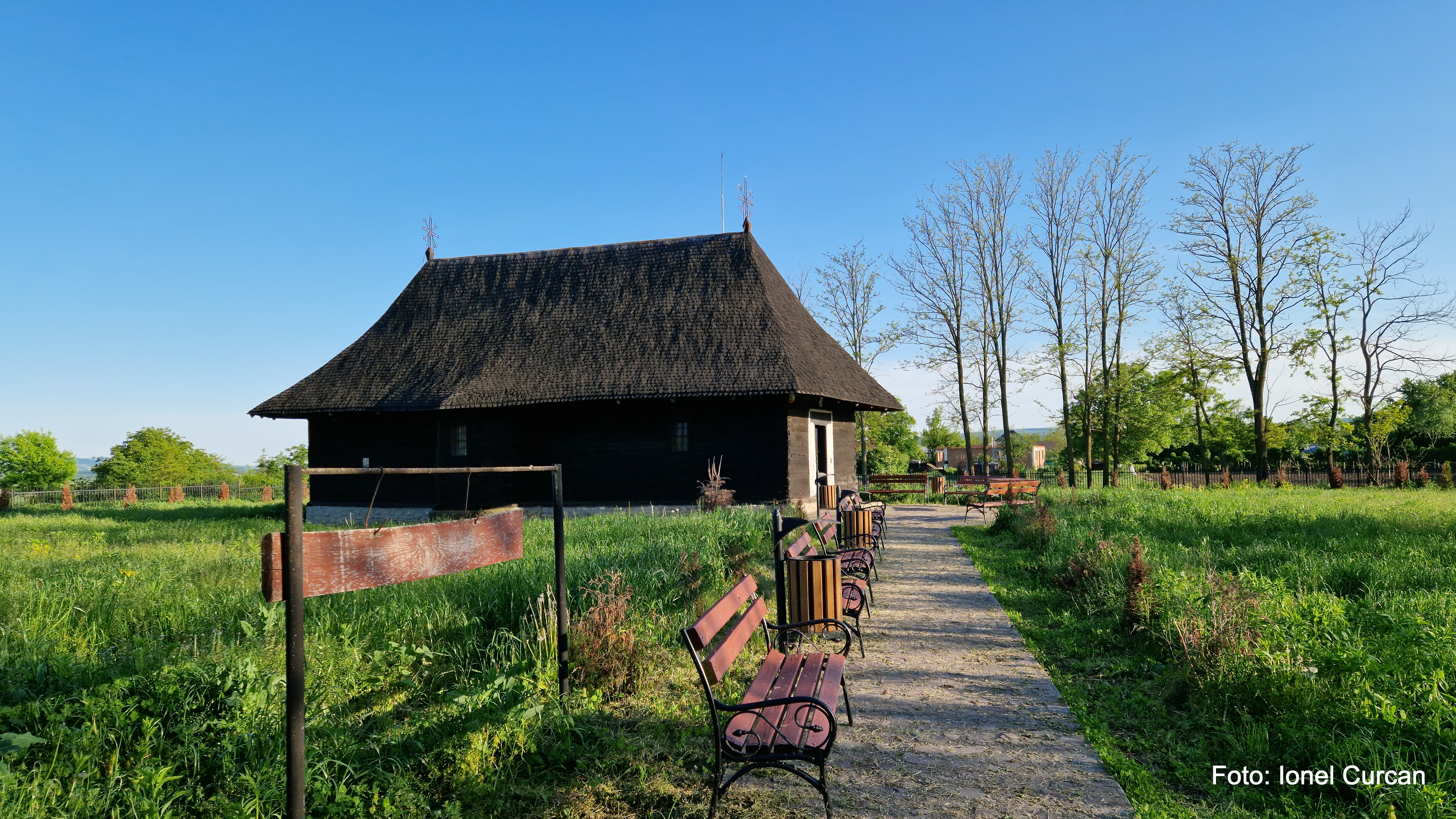
Biserica de lemn Sfântul Nicolae, din Bănești. Foto: 21 Mai 2025
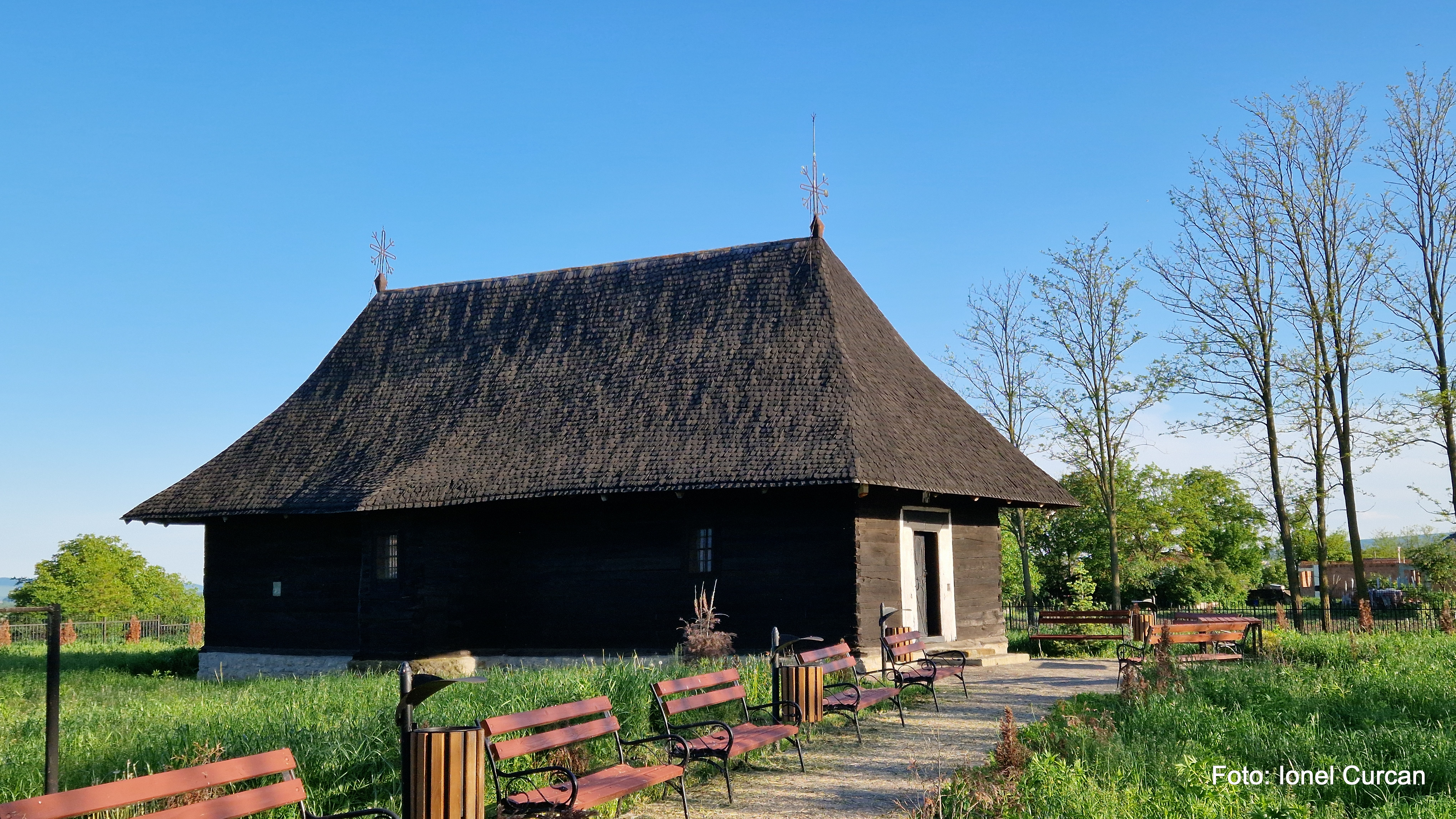
Biserica de lemn Sfântul Nicolae, din Bănești. Foto: 21 Mai 2025
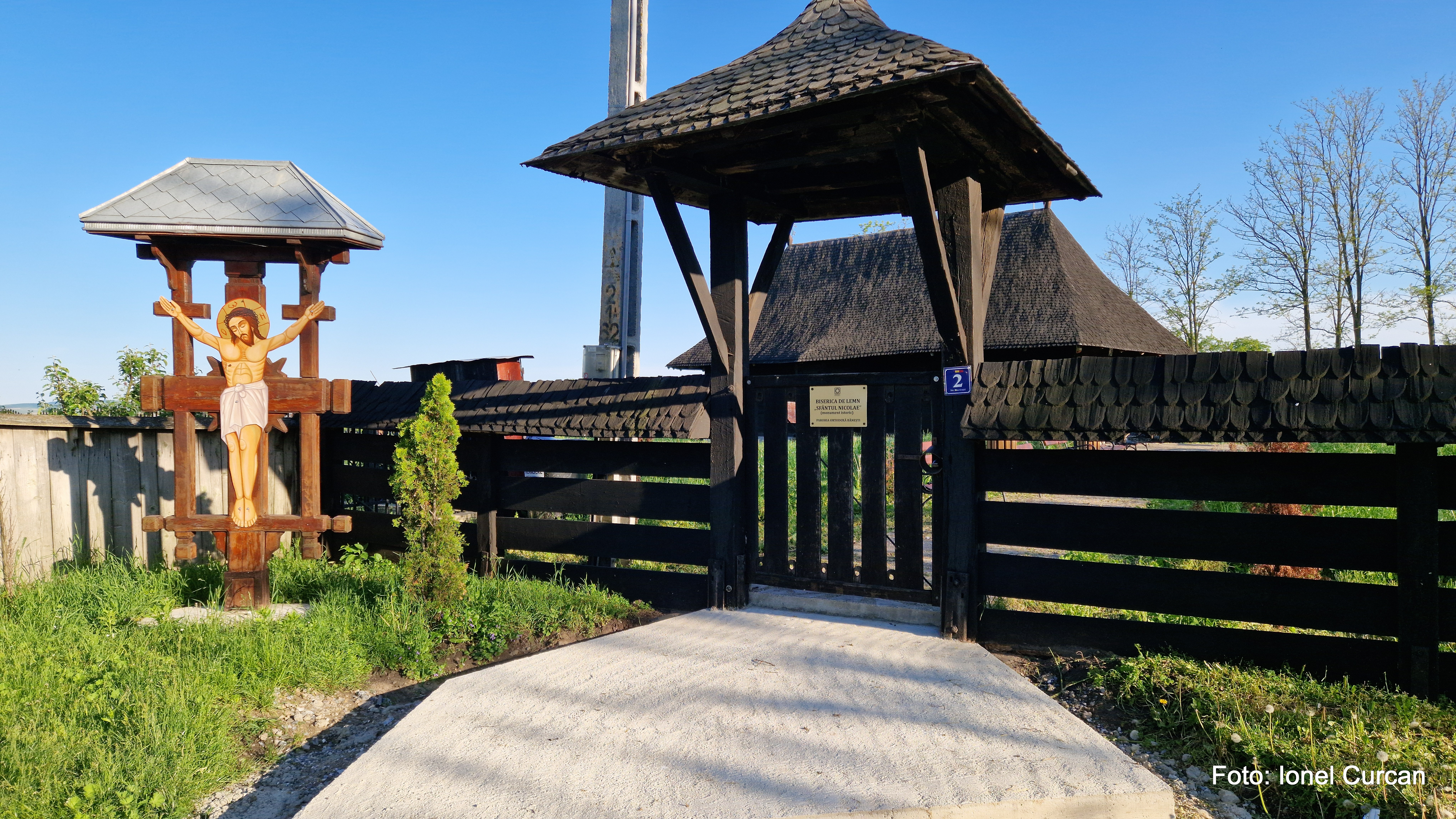
Biserica de lemn Sfântul Nicolae, din Bănești. Foto: 21 Mai 2025
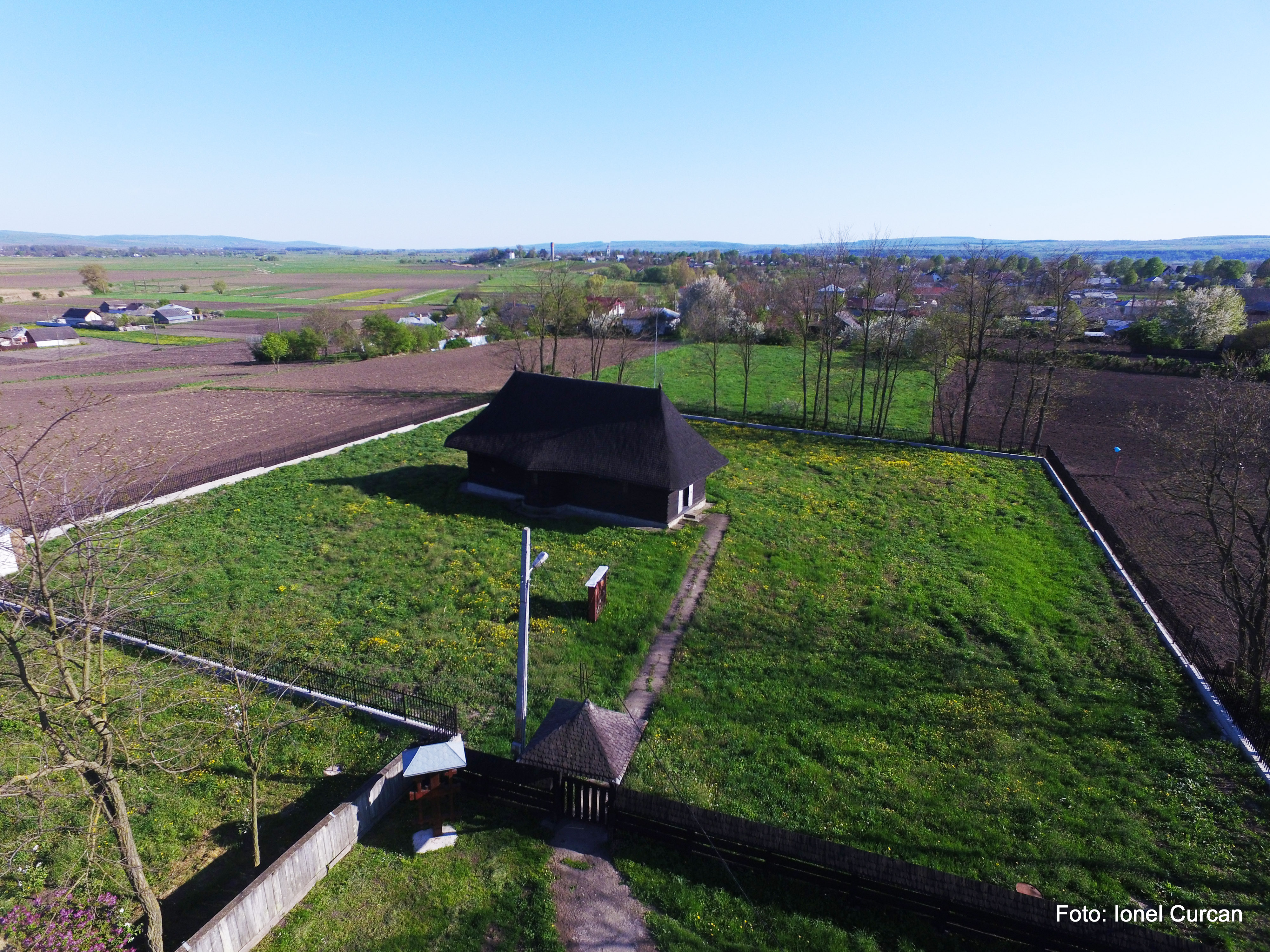
Biserica de lemn din Bănești. Vedere de sus
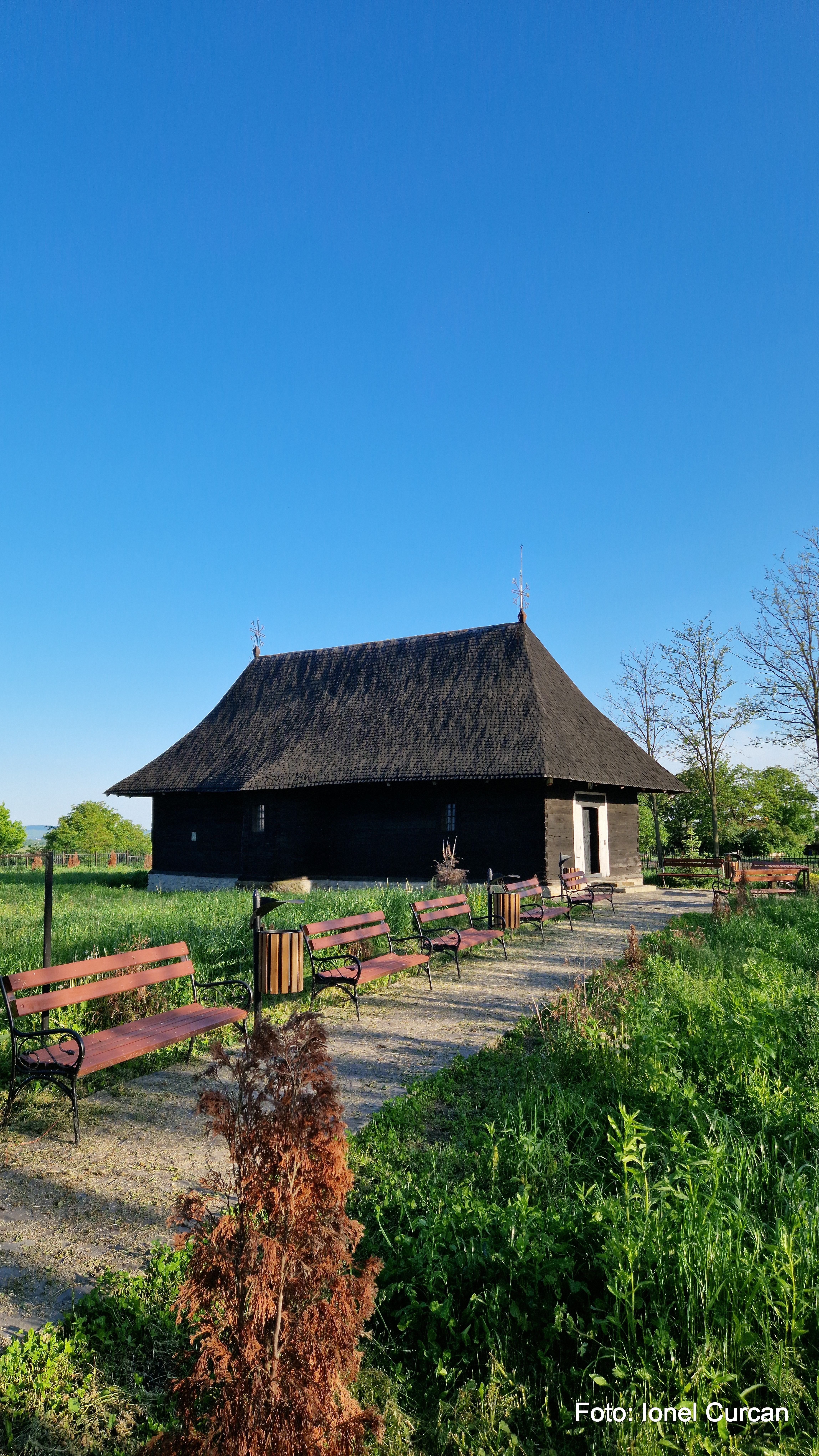
Biserica de lemn Sfântul Nicolae, din Bănești. Foto: 21 Mai 2025
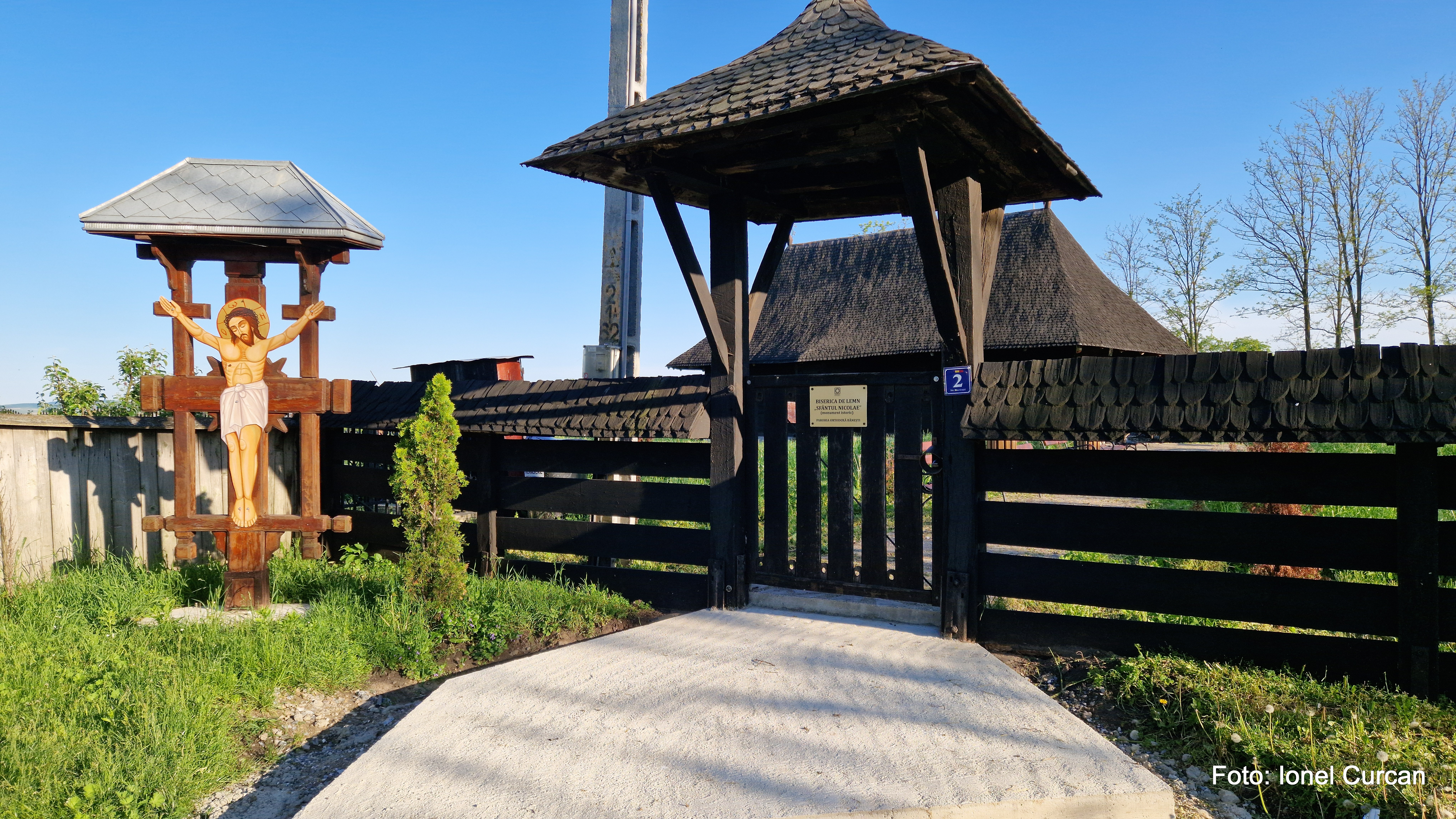
Biserica de lemn Sfântul Nicolae, din Bănești. Foto: 21 Mai 2025
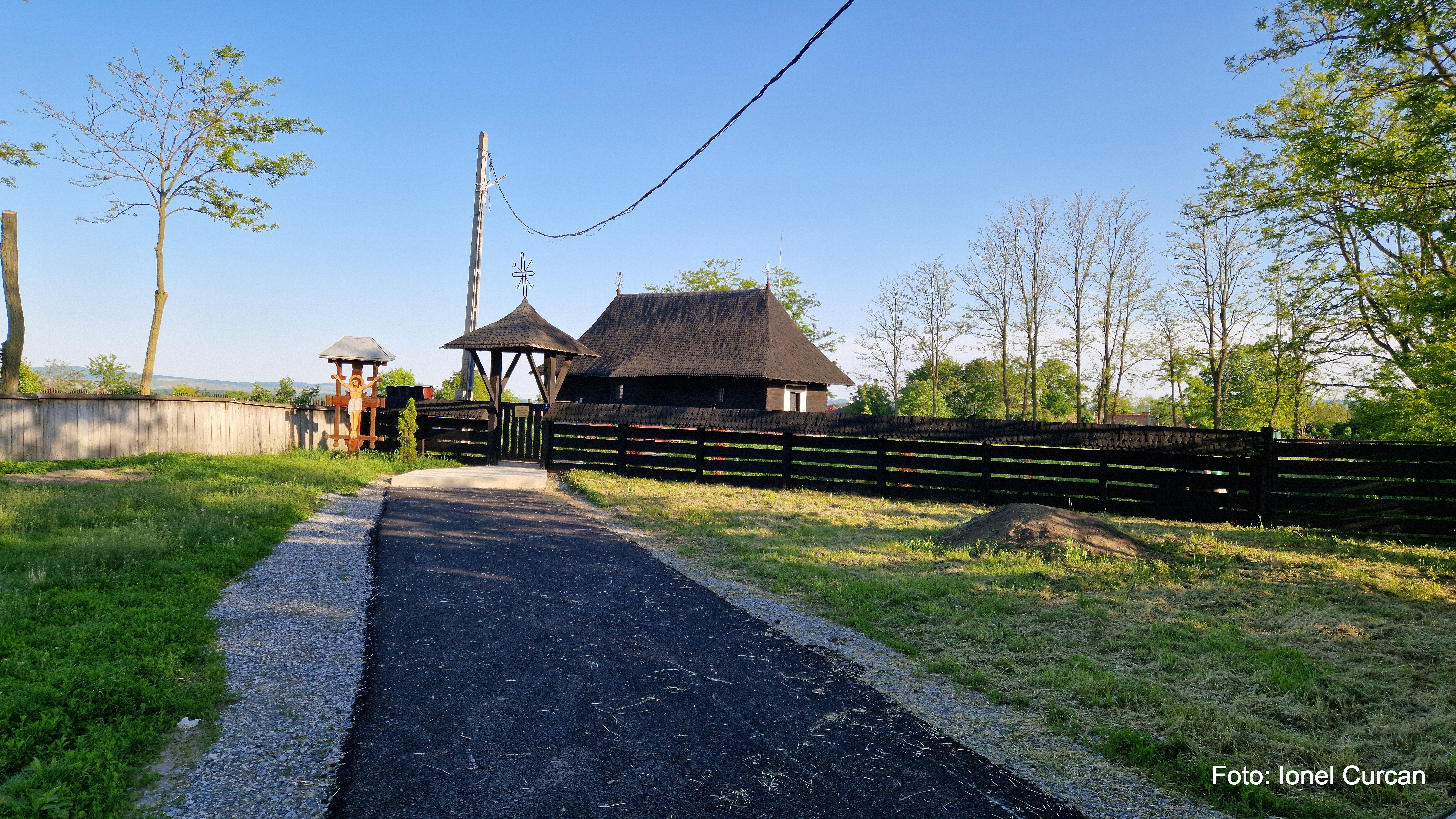
Biserica de lemn Sfântul Nicolae, din Bănești. Foto: 21 Mai 2025
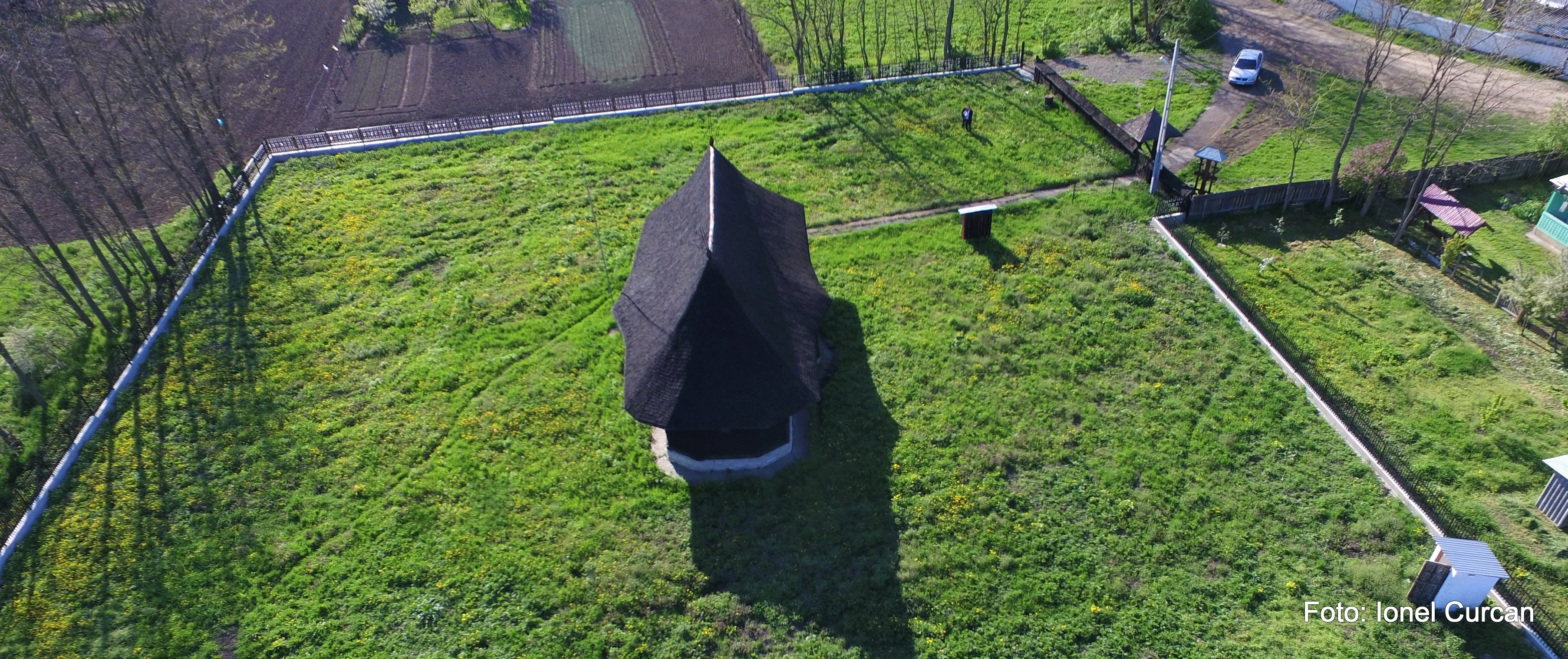
Biserica de lemn din Bănești. Vedere de sus
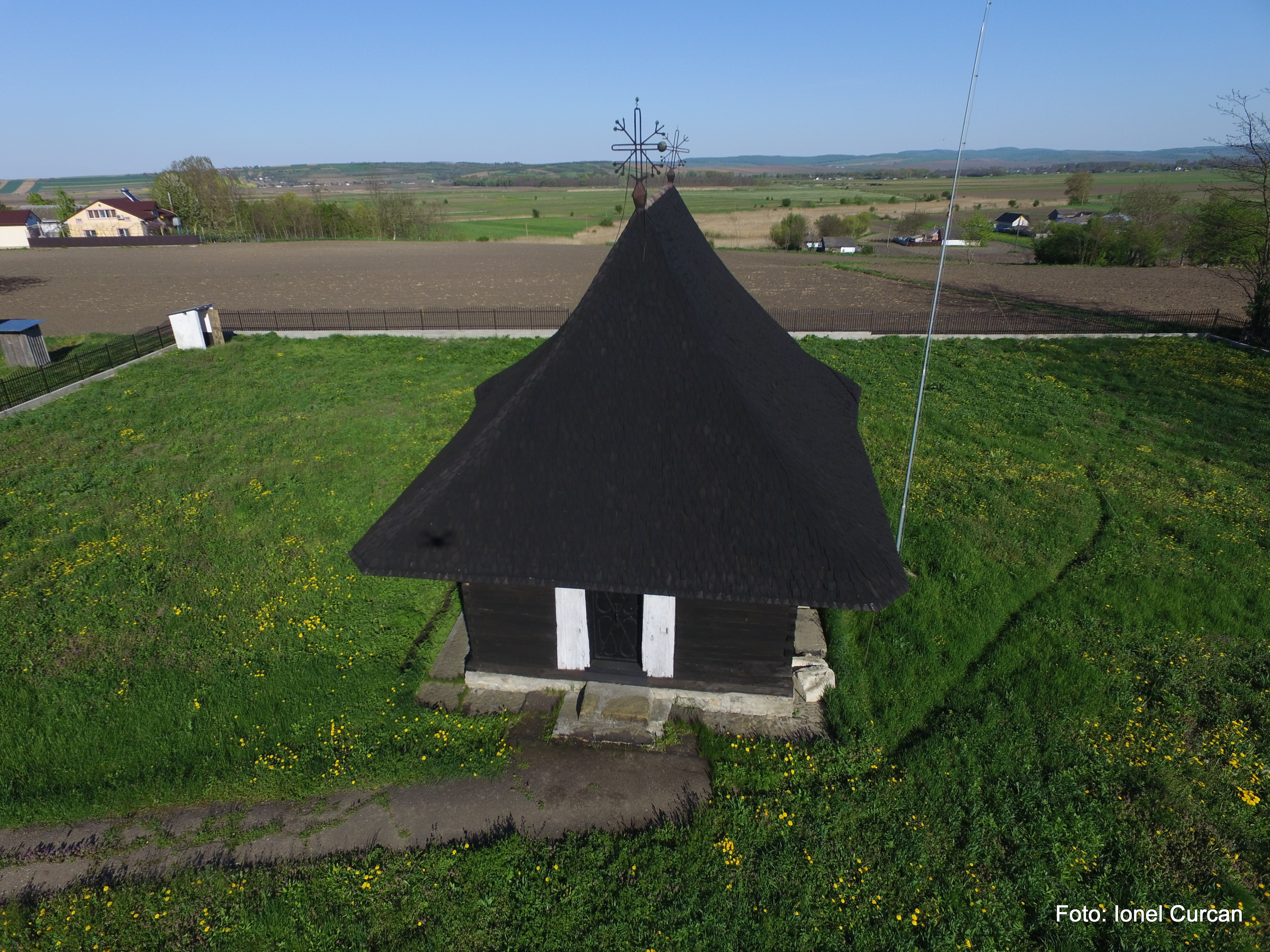
Biserica de lemn din Bănești. Vedere de sus
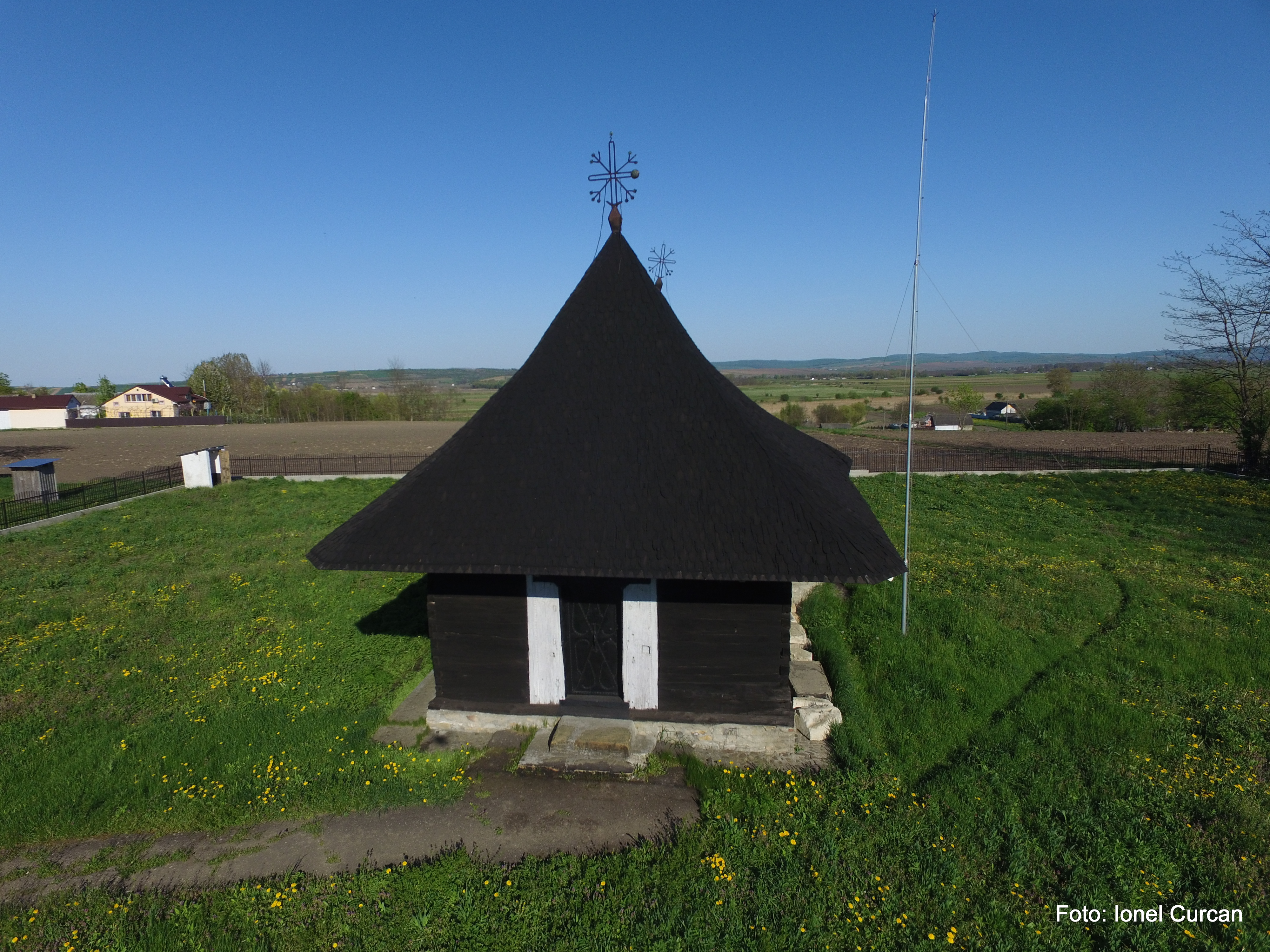
Biserica de lemn din Bănești. Vedere de sus
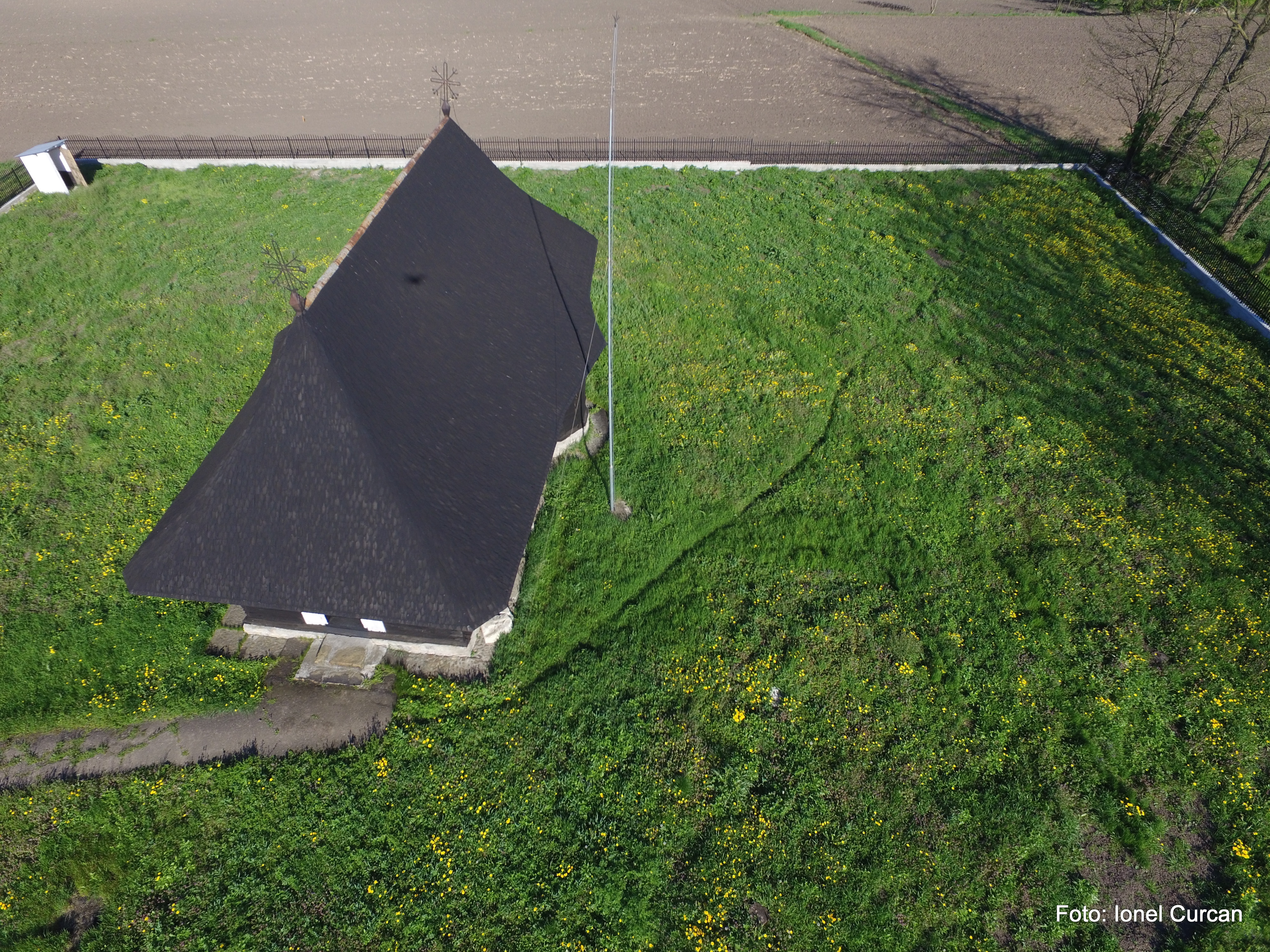
Biserica de lemn din Bănești. Vedere de sus
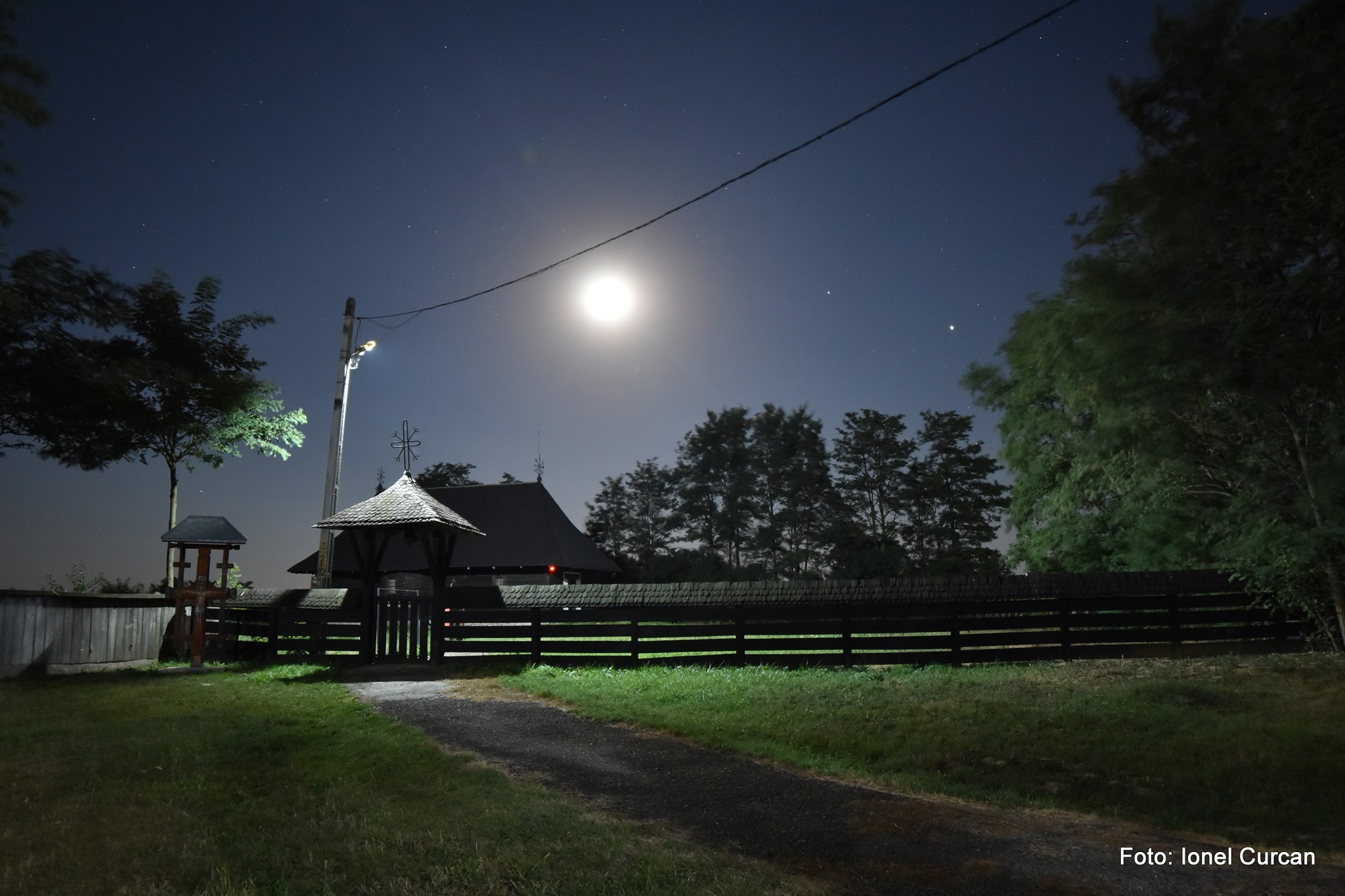
Biserica de lemn din Bănești, foto pe timp de noapte
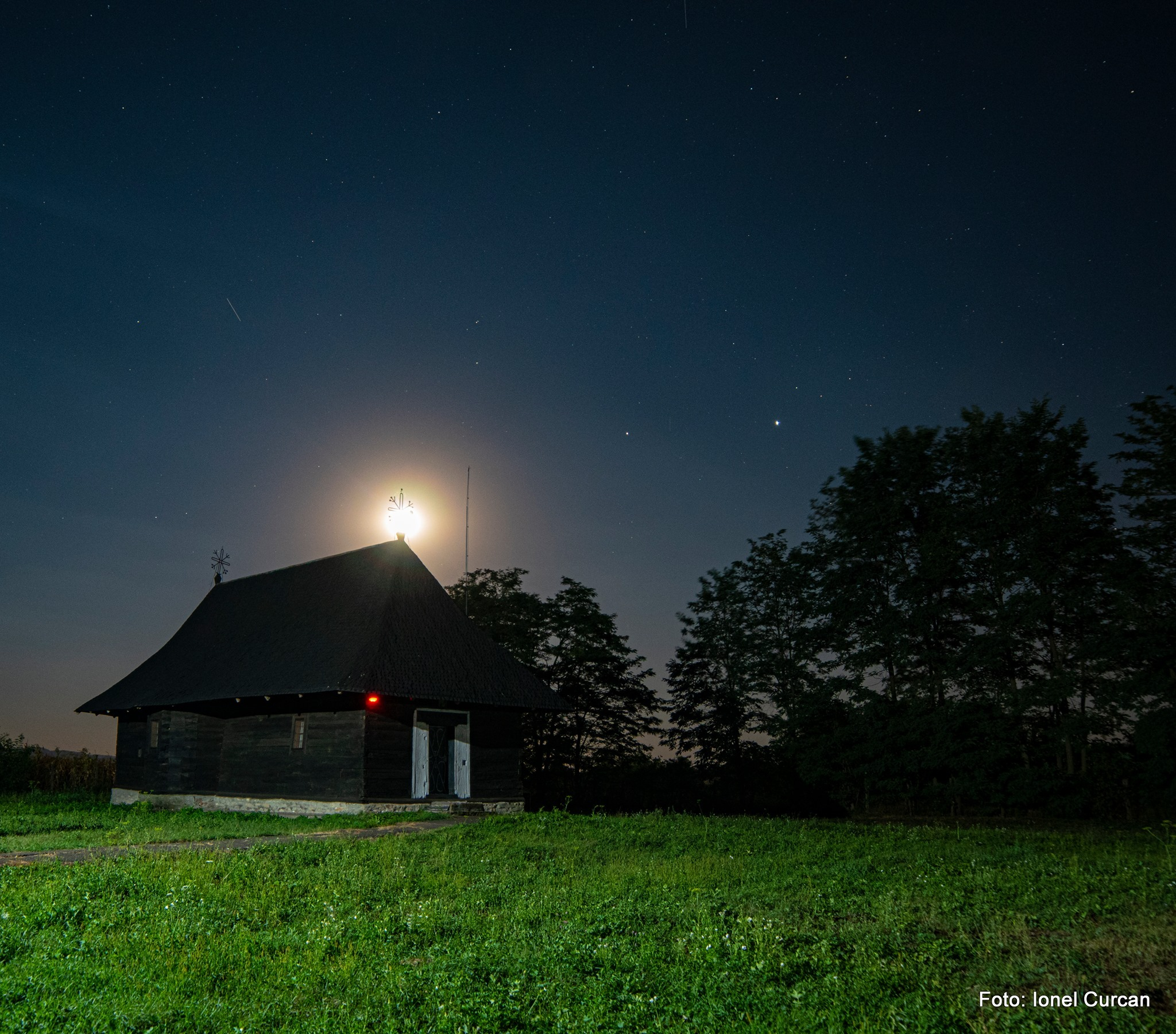
Biserica de lemn din Bănești, foto pe timp de noapte
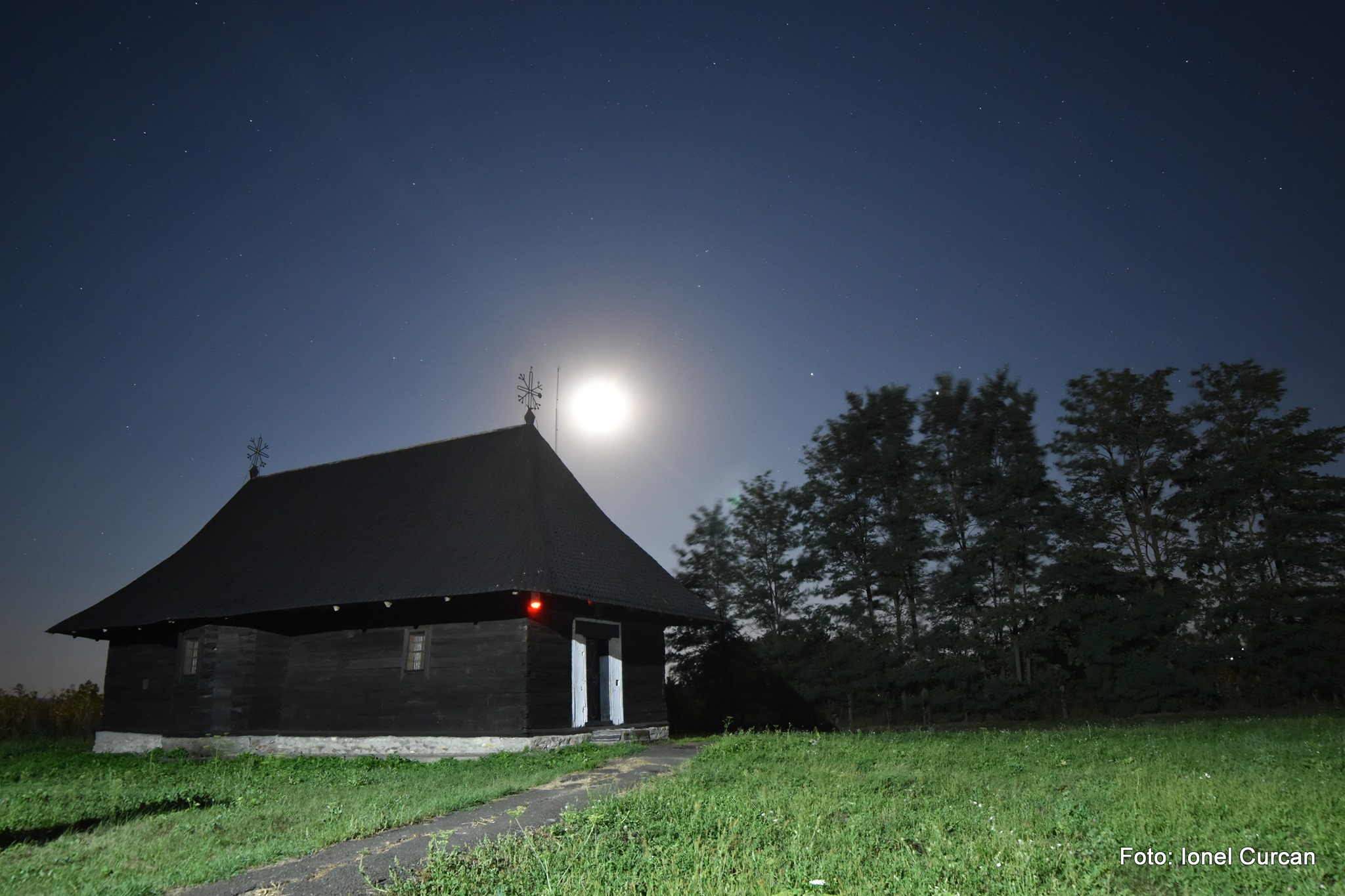
Biserica de lemn din Bănești, foto pe timp de noapte
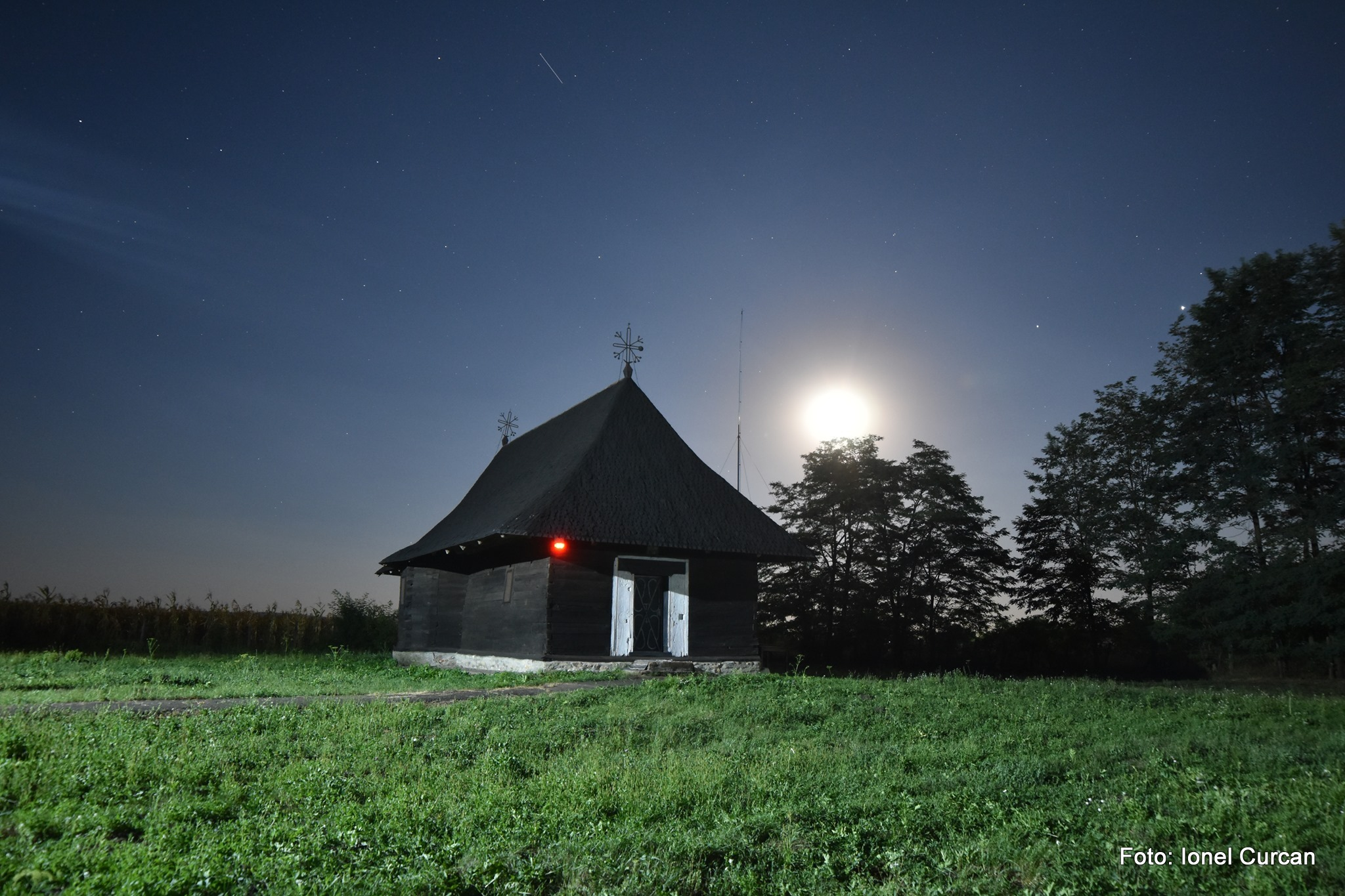
Biserica de lemn din Bănești, foto pe timp de noapte
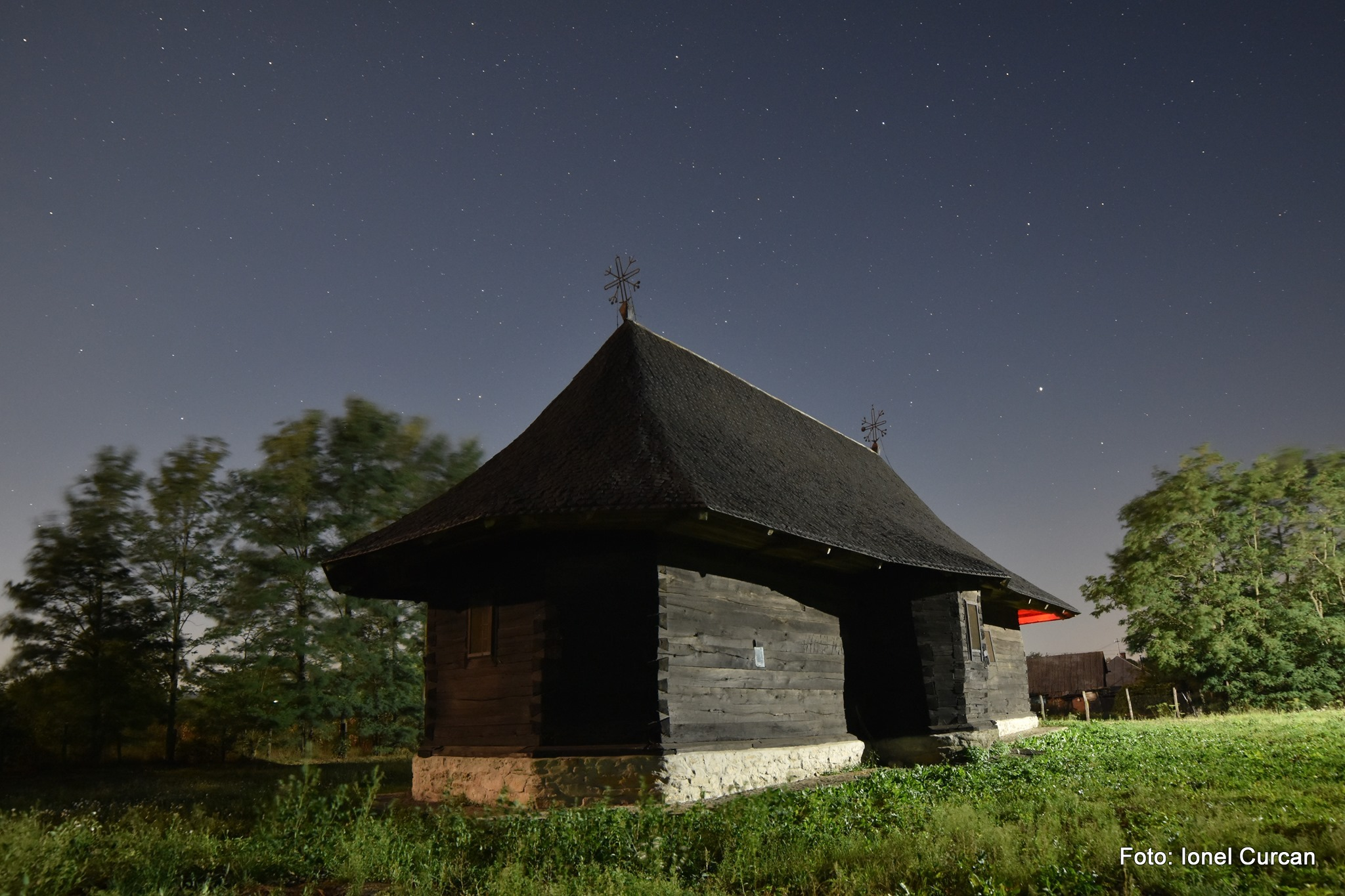
Biserica de lemn din Bănești, foto pe timp de noapte
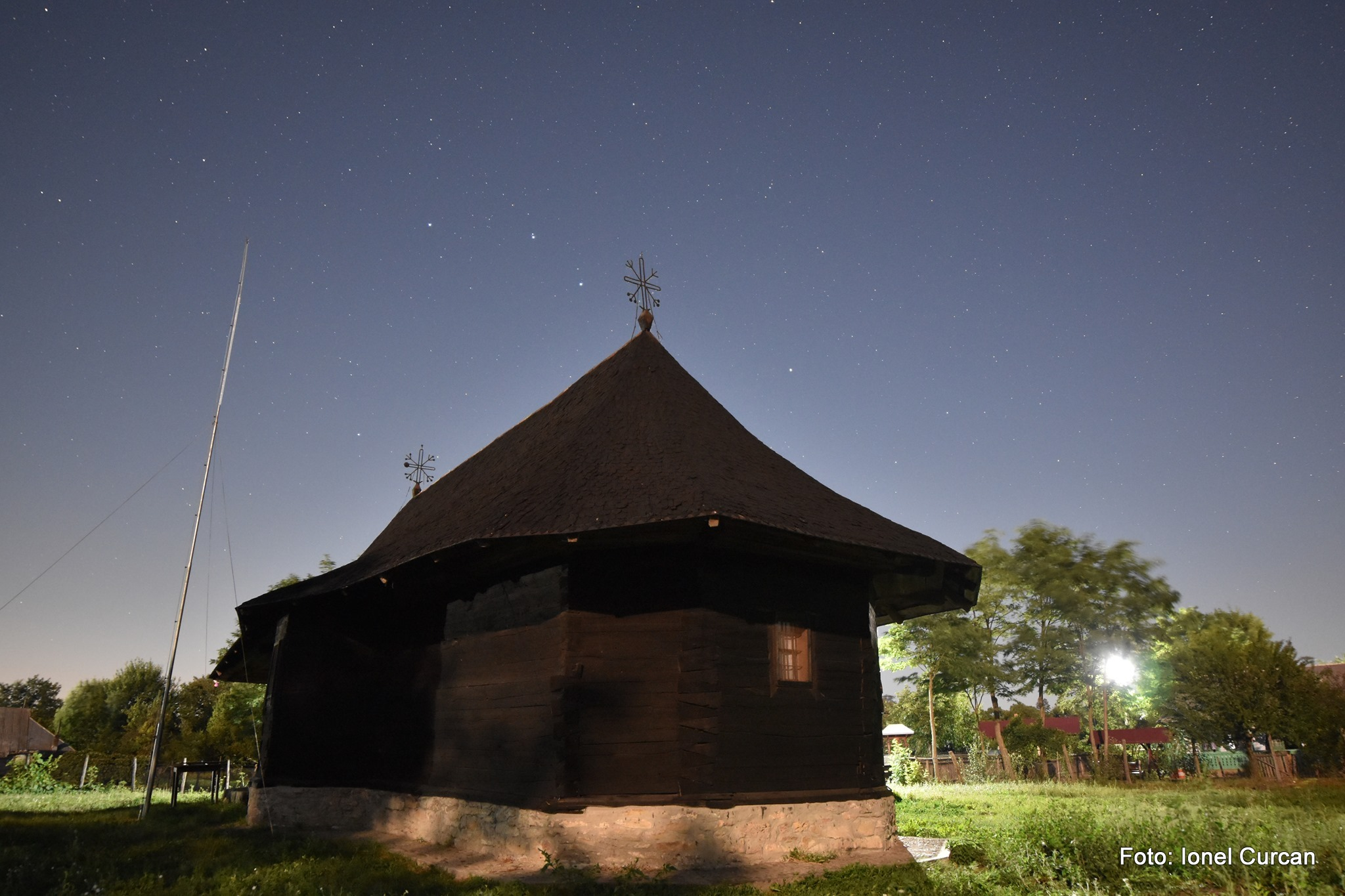
Biserica de lemn din Bănești, foto pe timp de noapte
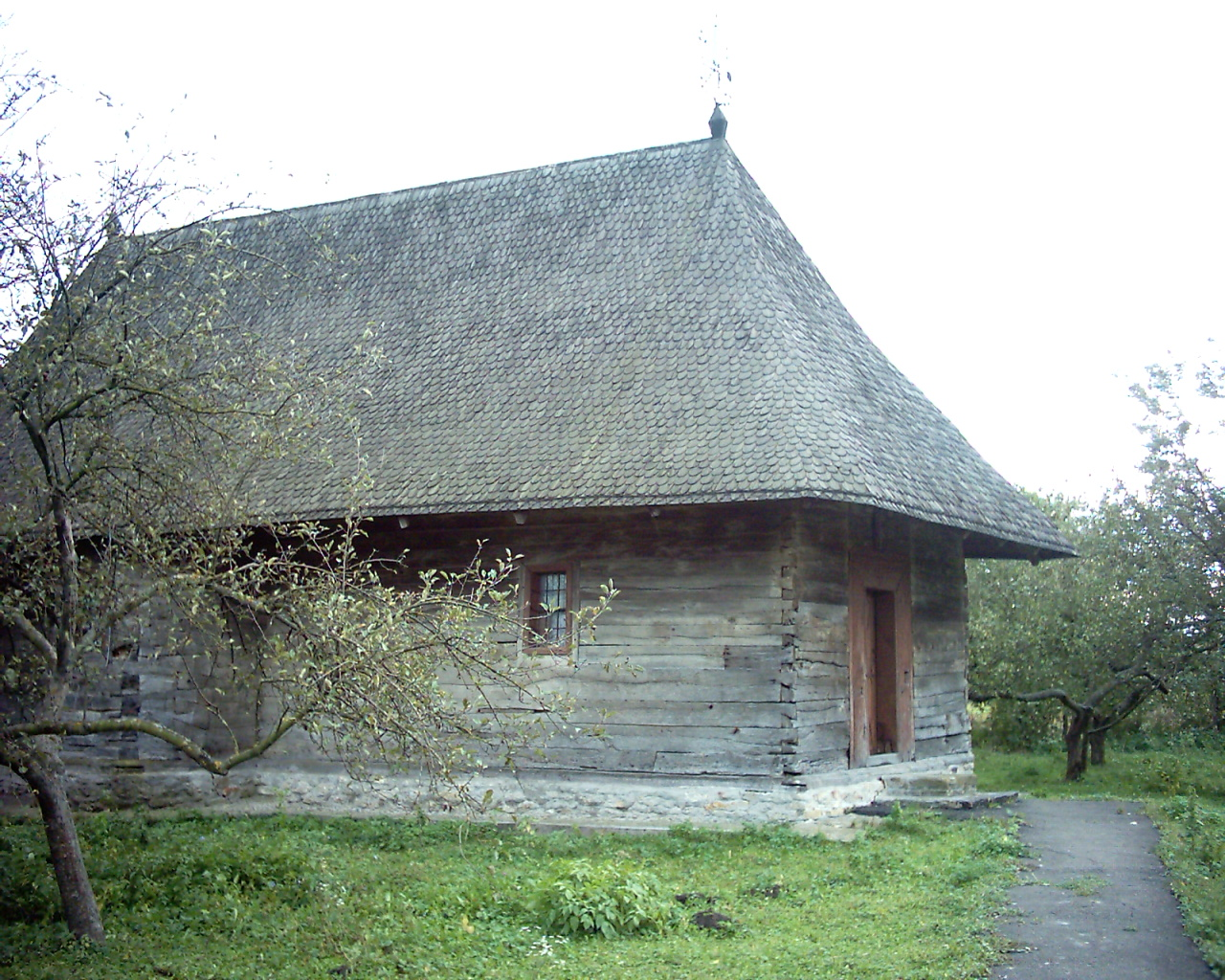
Biserica pe latura nord-vestică
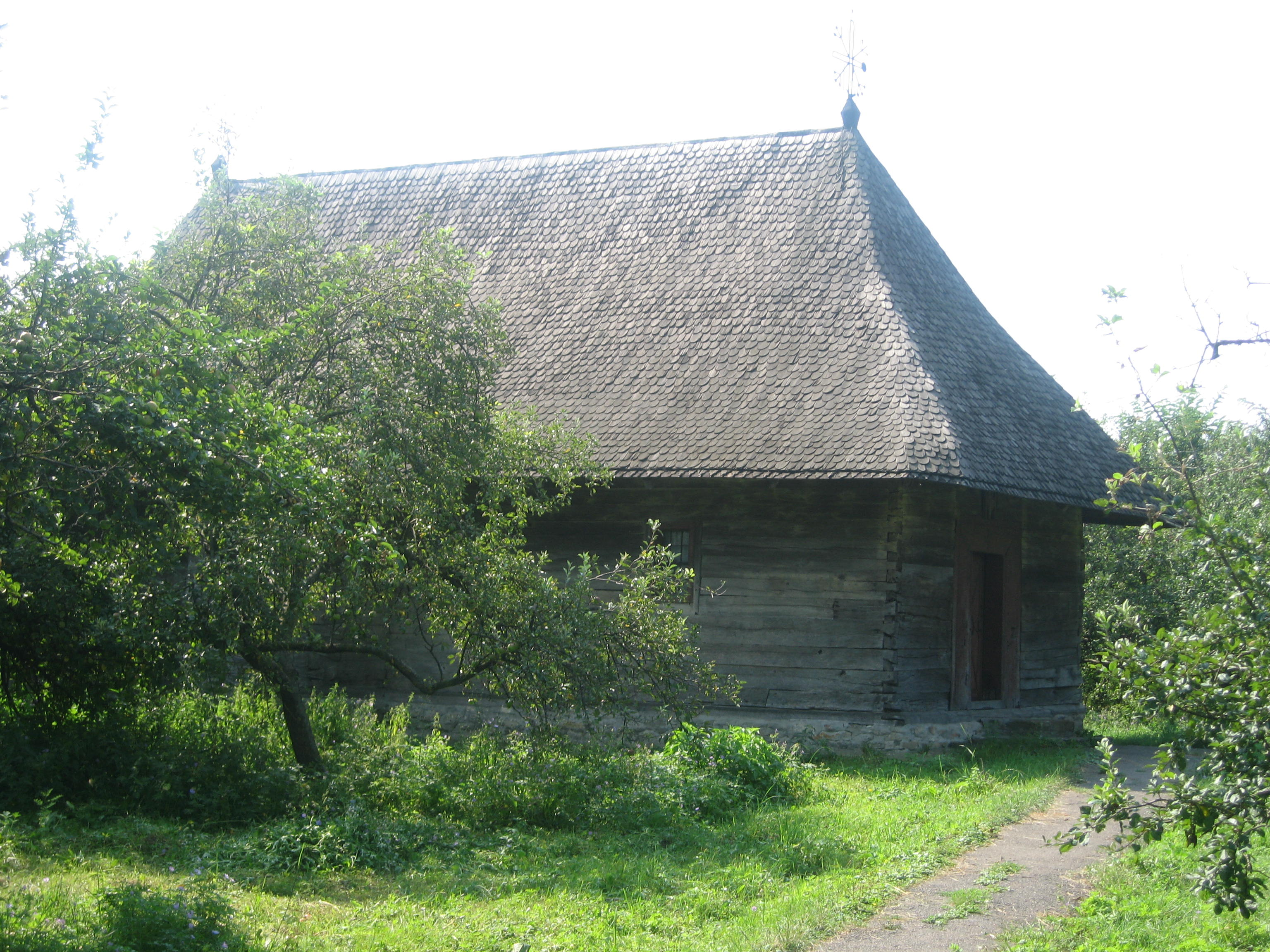
Biserica pe latura nord-vestică
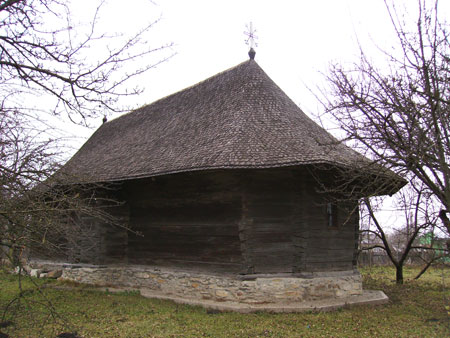
Biserica pe latura sud-estică
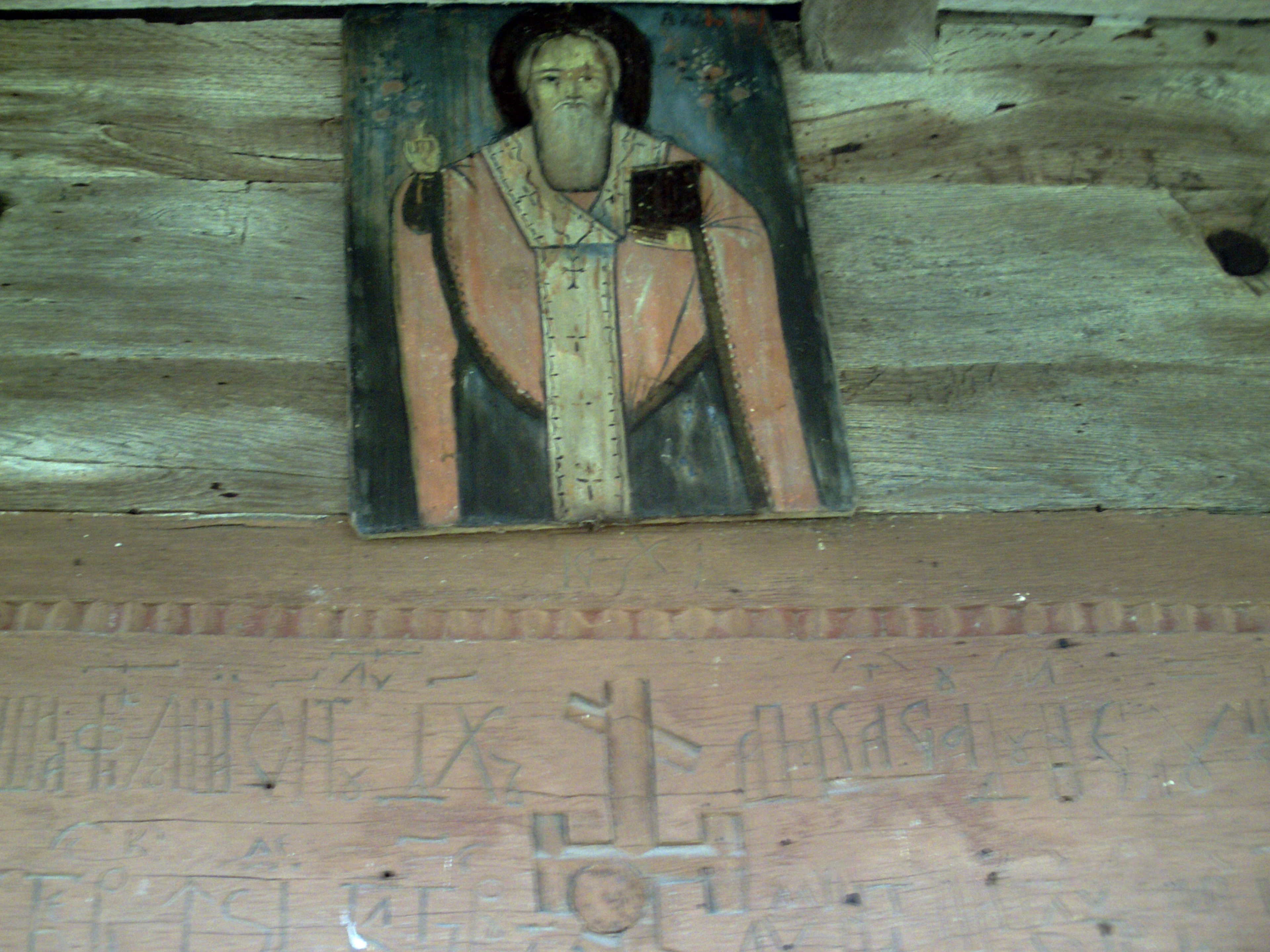
Pisania situată pe ancadramentul ușii de intrare
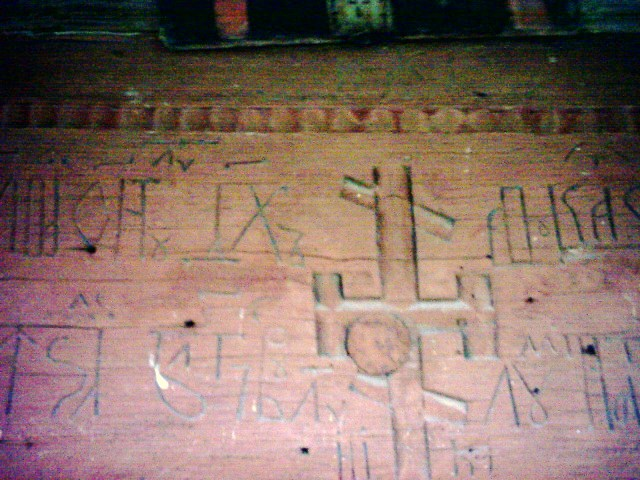
Pisania situată pe ancadramentul ușii de intrare, cu numele ctitorului Ștefan Stamate
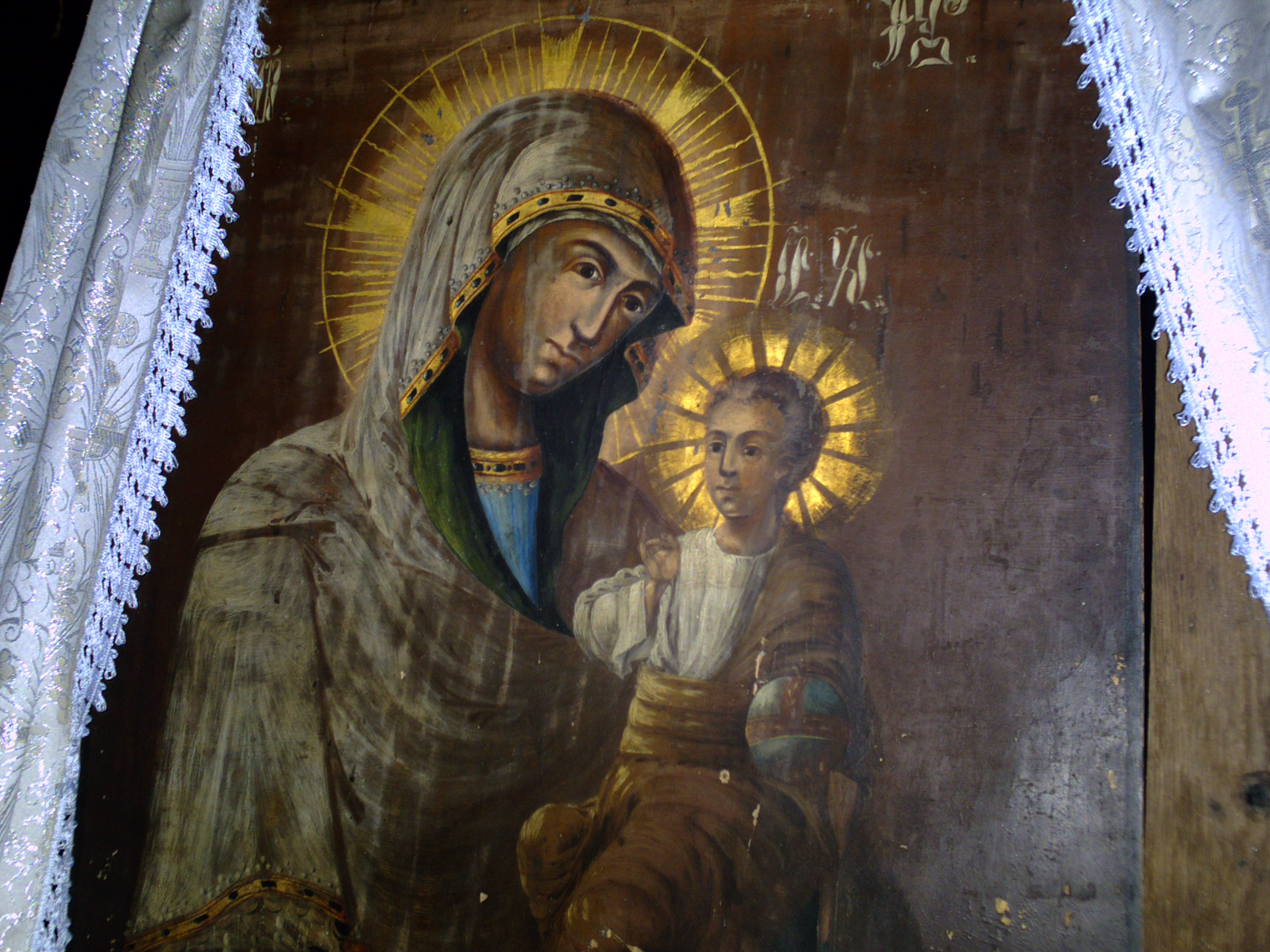
Icoana Maicii Domnului cu pruncul, despre care se crede că are 500 ani vechime
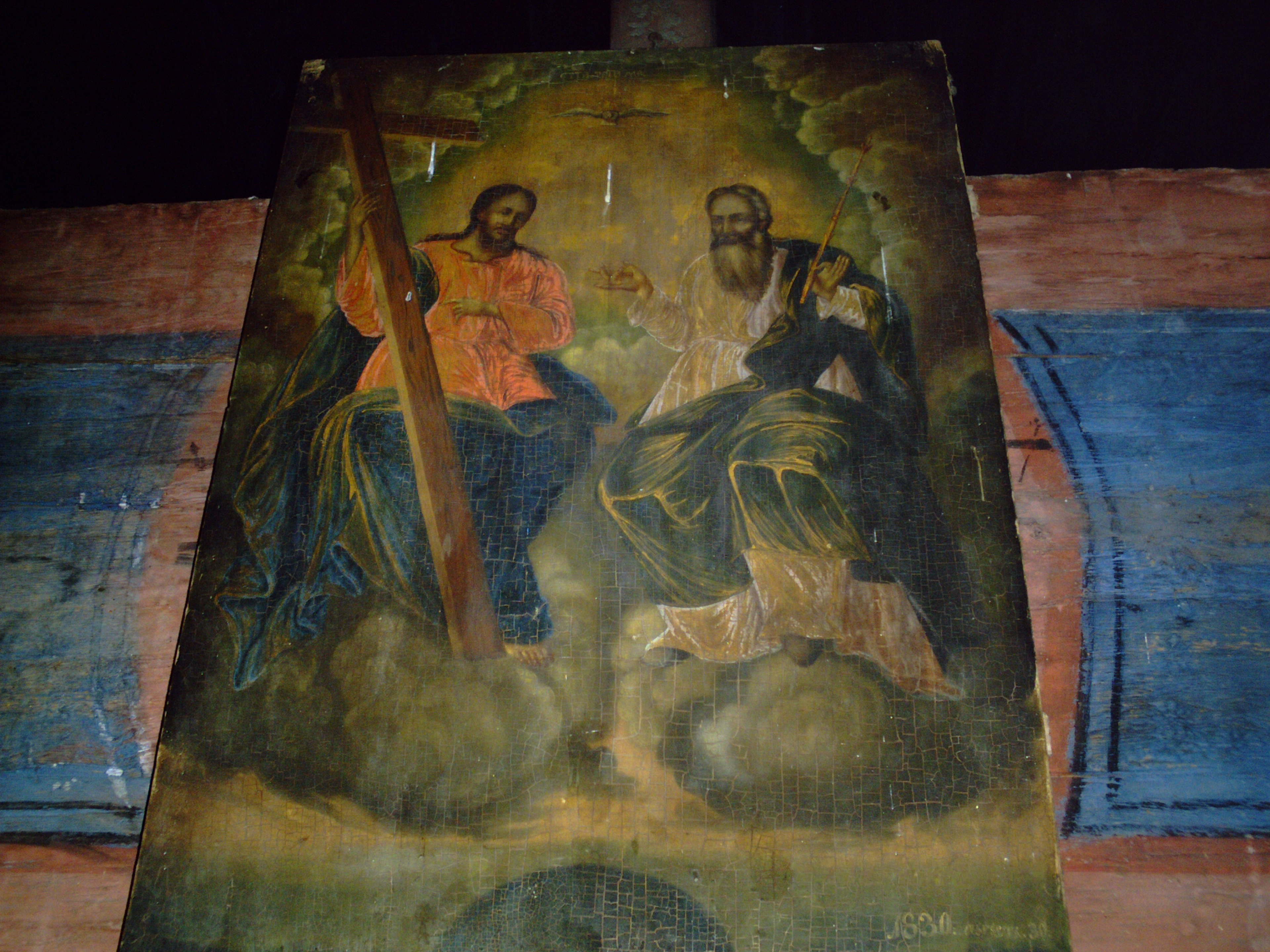
Icoană ce datează din anul 1830
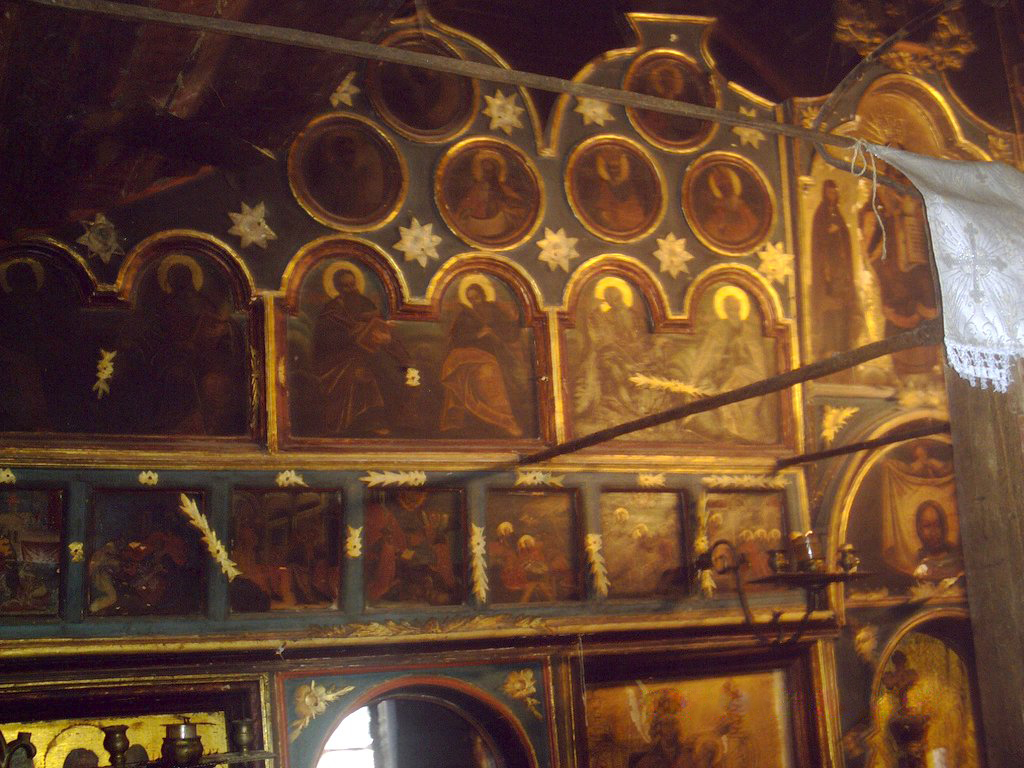
Fragment din catapeteasmă
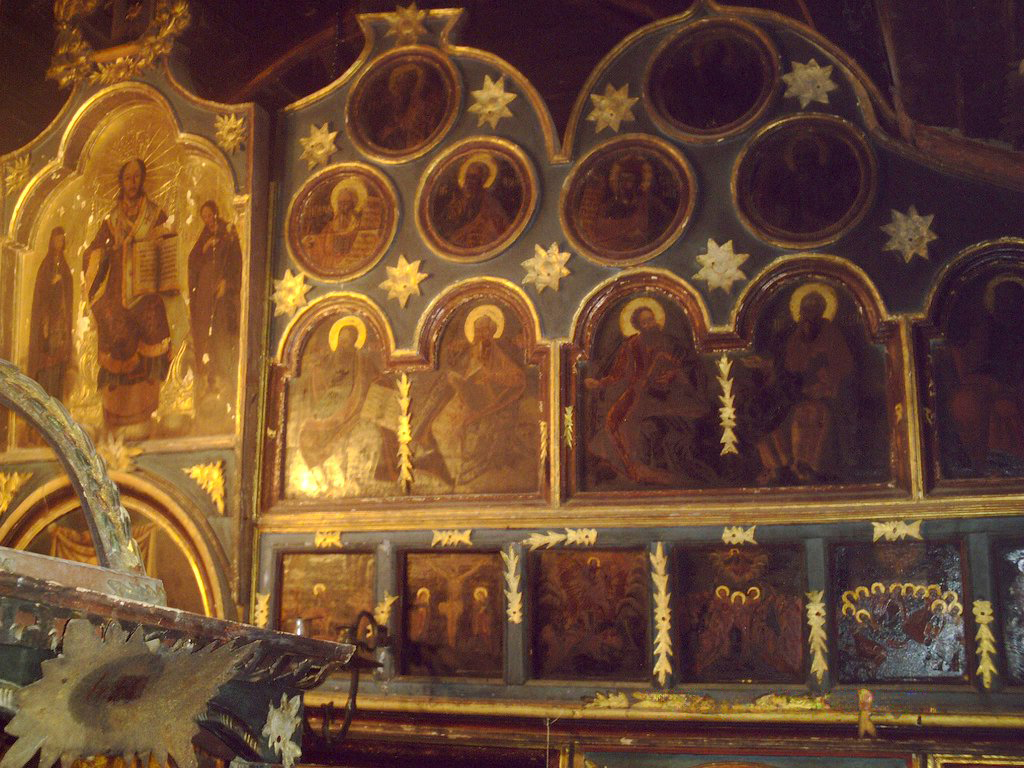
Fragment din catapeteasmă
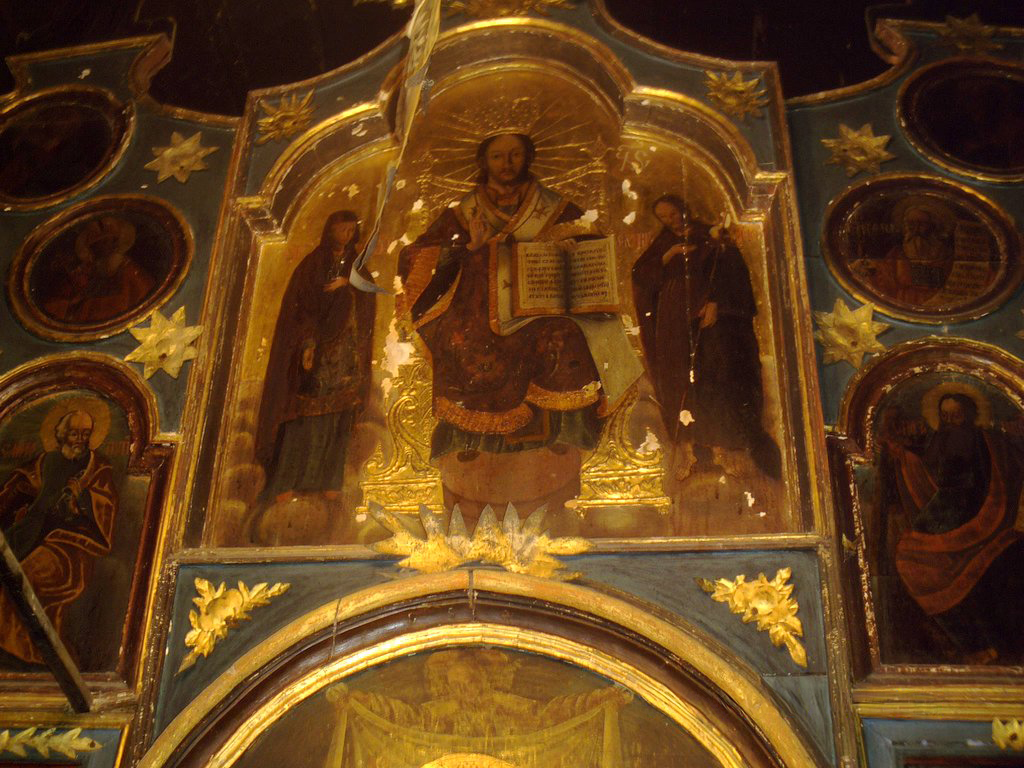
Icoană aflată pe catapeteasmă
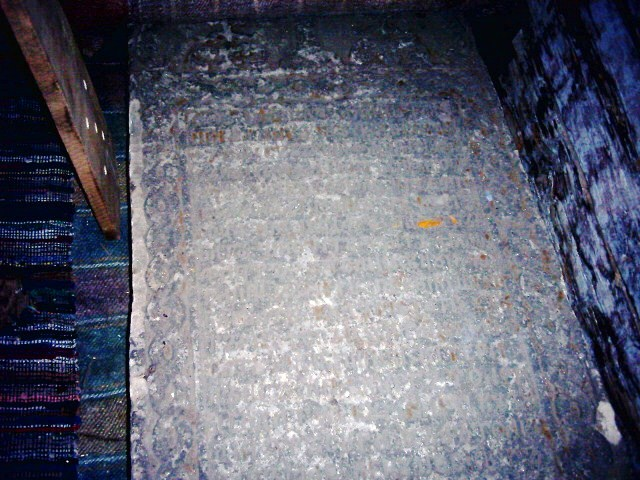
Piatra de mormânt a bunicii lui Mihai Eminescu, aflată în biserică
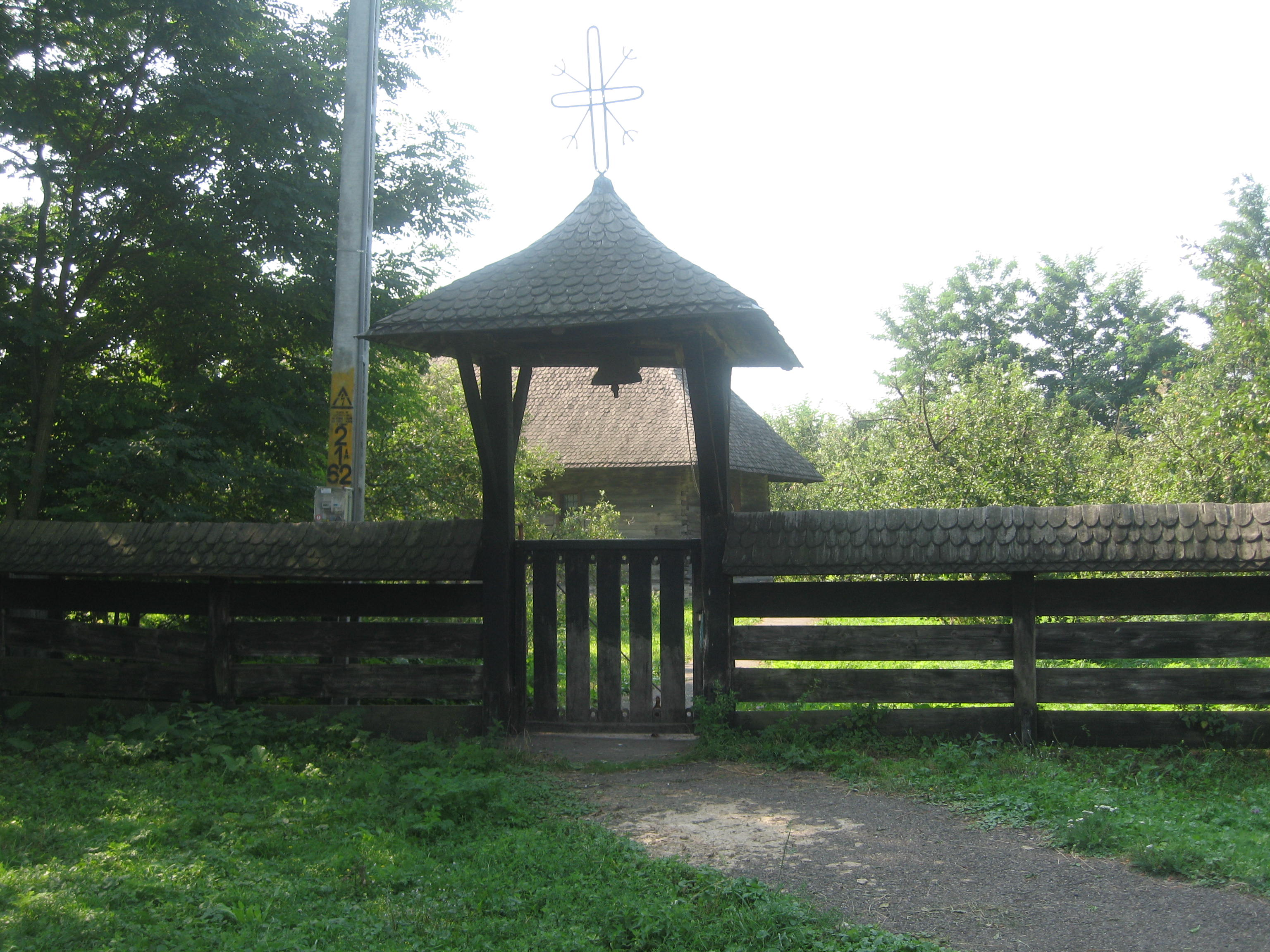
Poarta de lemn de la intrarea în curtea bisericii